# John Carpenter
Vous lisez un « bon article » labellisé en 2014.
Pour les articles homonymes, voir Carpenter.
John Carpenter ([dʒɑn ˈkɑɹpəntɚ]) est un réalisateur, scénariste, producteur et compositeur américain né le 16 janvier 1948 à Carthage, dans l'État de New York.
Fort d'une carrière cinématographique s'étalant sur près de quarante ans, Carpenter a réalisé nombre de film d'horreur et de science-fiction qui ont acquis, au fil des ans, une renommée internationale. Réalisateur indépendant, il met en scène son premier long-métrage, Dark Star, en 1974, alors qu’il n'a que 25 ans. Il signe deux ans plus tard un film d'action, Assaut, avant de se tourner vers un autre registre avec Halloween : La Nuit des masques : l'horreur. Un genre qui deviendra vite son genre de prédilection. Sorti en 1978, Halloween rencontre un formidable succès, aussi bien critique que commercial. Dès lors, la carrière de Carpenter est lancée, et les productions se succèdent, Hollywood lui ouvrant par ailleurs ses portes grâce à son nouveau statut de « réalisateur rentable ».
Fortement influencé par le cinéma des années 1950, notamment par Howard Hawks et les films de science-fiction, John Carpenter est un réalisateur qui cherche à être « invisible ». Ses films se caractérisent ainsi par une réalisation et des scénarios dépouillés, des montages secs et sans artifices, une musique minimaliste. Metteur en scène polyvalent, Carpenter a d'ailleurs cumulé les fonctions les plus importantes sur la plupart d’entre eux : réalisateur, scénariste, compositeur. Au fil de sa carrière, il a progressivement imposé son style dans les registres de l’épouvante et de la science-fiction, au point d’être considéré comme le « Maître de l'Horreur ».
Aujourd'hui, nombre de ses films sont devenus des références du cinéma d'horreur et de science-fiction, notamment New York 1997, The Thing, Invasion Los Angeles, L'Antre de la folie ou encore Halloween : La Nuit des masques. Si tous n'ont pas reçu un accueil critique favorable au moment de leur sortie, un grand nombre sont désormais considérés comme des films culte, John Carpenter étant lui-même reconnu comme l’un des metteurs en scène les plus talentueux et les plus influents de son époque.

## Biographie

### Jeunesse

#### Découverte du cinéma
John Howard Carpenter naît à Carthage le 16 janvier 1948. Il est le fils de Milton Jean et de Howard Ralph Carpenter. Dès l’âge de quatre ans, le jeune John découvre le cinéma grâce à sa mère qui l'emmène à la projection de African Queen, un film d’aventure réalisé par John Huston. Intrigué par la technique de diffusion des images et par les procédés de tournage, Carpenter apprécie beaucoup cette première expérience, à tel point qu'il décide, dès lors, de passer son temps libre au cinéma. Visionnant deux à trois films chaque semaine, Carpenter assiste à toutes sortes de projections. Il se rend même aux « matinees », ces séances qui proposaient dans les années 1950 et 1960 deux films pour le prix d'un durant l'après-midi. Carpenter désigne rapidement les films d'horreur, de science-fiction et les westerns comme ses genres favoris. Le Météore de la nuit et Planète interdite, notamment, auront une influence considérable sur sa cinéphilie.

#### Premiers courts métrages
En 1956, la famille Carpenter déménage à Bowling Green, une petite ville conservatrice du Kentucky, où le père Howard Ralph a décroché un poste de professeur de musique. Carpenter est choqué par le caractère conservateur de cette commune dont les habitants, très croyants et racistes, lui inspirent un profond sentiment d’incompréhension et d’isolement. Dans ce contexte, le cinéma constitue pour lui un moyen de s'évader et d'échapper à leurs agissements : « Je m’identifiais davantage aux comportements des personnages que je voyais à l’écran qu’à certaines des croyances de la communauté dans laquelle je vivais ».

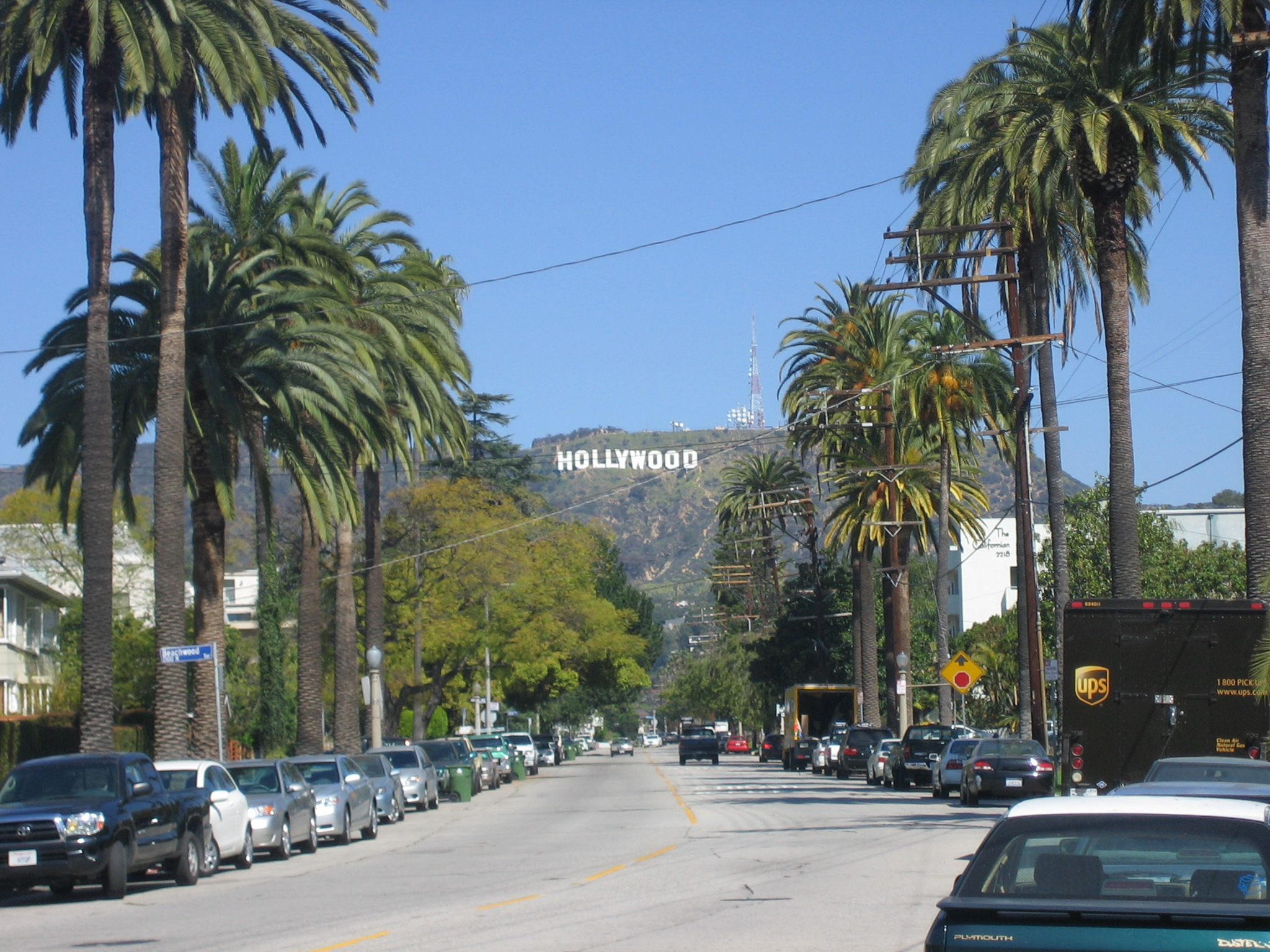
Après avoir passé son adolescence dans la ville de Bowling Green, Carpenter s’est installé à Los Angeles l’année de ses vingt ans.

La même année, Howard Ralph offre à John la caméra 8 mm dont il ne se sert plus. Mû par un désir grandissant de réaliser ses propres films, Carpenter l’utilise pour tourner des courts métrages d'horreur et de science-fiction. En 1959, il découvre Rio Bravo, de Howard Hawks, un western qui aura un impact décisif sur sa volonté de devenir metteur en scène : « C’est en découvrant Rio Bravo que j’ai compris pour la première fois à quoi servait un réalisateur ».
Au lycée, ennuyé par les cours qui lui sont dispensés, Carpenter éprouve un besoin irrépressible d’exprimer sa créativité. Délaissant ses devoirs, il rédige des histoires, des poèmes et publie trois fanzines consacrés au cinéma : Fantastic Film Illustrated (dont il dessine lui-même les couvertures), King Kong Journal et Phantasm,. Il écrit également des bandes dessinées et tient une rubrique sur le catch professionnel dans une revue locale. Intéressé, en outre, par la musique (une passion transmise par son père qui lui a appris à jouer du violon et du piano), Carpenter forme en 1964 un groupe de folk, les Tomorrow's Children, avec sa petite-amie Elizabeth Solley et son ami Tommy Lee Wallace, rencontré à l’école primaire. Lui-même et Wallace jouent de la guitare acoustique et interprètent la majeure partie du temps des chansons composées par Carpenter. Deux ans plus tard, tous deux montent avec trois autres camarades de lycée The Kaleidoscope, un groupe de rock 'n' roll qui reprend des succès des années 1960. La bande se produit dans un spectacle, Carpenter et Wallace chantant et jouant de la guitare électrique.
En parallèle de ces activités, Carpenter s'adonne à sa véritable passion, qui est de tourner des films. Avec la caméra offerte par son père, il réalise dès l'âge de huit ans des courts métrages dont les histoires s'inspirent des films d'horreur et de science-fiction qu’il a eu l’occasion de voir au cinéma, comme ceux de Roger Corman. Carpenter met en scène tantôt des marionnettes et des figurines animées image par image, tantôt de réels personnages, interprétés par ses camarades de classe sinon par lui-même quand ces derniers refusent. Fasciné par les monstres et les créatures issus du cinéma de science-fiction, Carpenter donne à ses courts métrages des noms évocateurs, tels que Gorgo vs. Godzilla, Sorcerer from Outer Space, Revenge of the Colossal Beasts, Terror from Space et Warrior and the Demon,.

#### Formation
Après le lycée, Carpenter suit pendant deux ans des cours à la Western Kentucky University. En 1968, alors âgé de vingt ans, il déménage à Los Angeles et s’inscrit à la prestigieuse université du Sud de la Californie (USC), section licence en production cinématographique. Il s’agit de l’une des écoles de cinéma les plus réputées des États-Unis. Carpenter y fait la rencontre de Nick Castle et de Dan O'Bannon. L’établissement entretient des liens très étroits avec Hollywood, si bien que certains cours sont assurés par des acteurs, des scénaristes ou des producteurs. L’université offre également aux élèves l’opportunité de rencontrer quelques-uns des plus grands réalisateurs de l’époque, comme Orson Welles, Howard Hawks, John Ford, Alfred Hitchcock, Roman Polanski ou Frank Capra. Pendant trois ans, Carpenter apprend l’ensemble des techniques relatives à la réalisation, de l’écriture de scénario jusqu’au montage en passant par la projection et le mixage. Il avoue avoir tiré de ses trois années d’études à l’USC un bénéfice énorme.

### Premiers travaux
En 1969, au cours de sa deuxième année d’étude à l'USC, John Carpenter se voit offrir la possibilité de participer au tournage du film Des fraises et du sang, de Stuart Hagmann, mais il refuse car il ne souhaite pas quitter son école. Avec trois camarades de classe, dont Nick Castle, il décide de se consacrer à un autre projet, intitulé The Resurrection of Broncho Billy ; il s’agit d’un court métrage racontant l’histoire d’un jeune homme qui rêve de devenir cowboy. Le film est réalisé par James Rokos alors que Carpenter officie en tant que co-scénariste, monteur et compositeur. Il se charge également d’éclairer les plans.

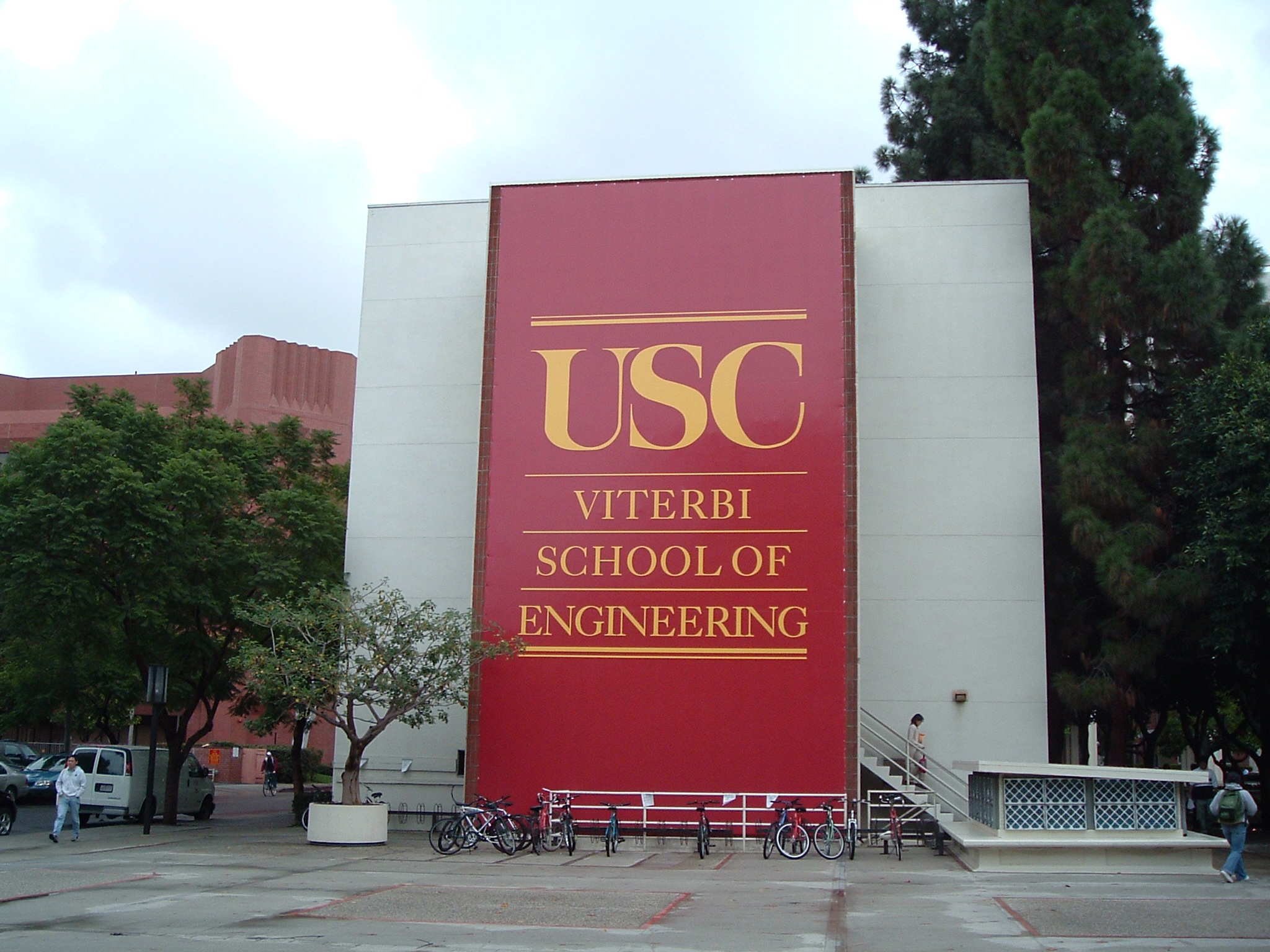
John Carpenter a étudié le cinéma à la très sélective Université de Californie du Sud, où le projet Dark Star a vu le jour.

Soutenus par le producteur John Longenecker, Carpenter et ses amis financent le court-métrage de leur poche pour environ 3 000 dollars US. En 1970, The Resurrection of Broncho Billy remporte l’Oscar du meilleur court métrage en prises de vues réelles. Longenecker en vend une copie aux studios Universal, qui le diffusera en salles en avant-programme pendant deux ans aux États-Unis et au Canada.
En 1971, Carpenter quitte l’école, diplômé. Son premier long-métrage, Dark Star, sort quelques années plus tard, en 1974. Il s'agit en fait de son film de fin d'études, sur lequel il avait commencé à travailler en 1970. Carpenter et son ami Dan O'Bannon souhaitaient alors réaliser une comédie de science-fiction, dont l’histoire est centrée sur les membres d’équipage d’un vaisseau spatial chargé de détruire les planètes instables. Ils initient d’abord un projet nommé Planetfall, qui consiste en un court-métrage de 45 minutes tourné avec un budget de 6 000 dollars. Toutefois, à sa sortie de l’école, Carpenter est approché par un producteur canadien qui investit suffisamment d’argent pour transformer son film, désormais intitulé Dark Star, en un long-métrage à part entière. Un autre producteur, Jack Harris, donne également des fonds pour que l’équipe tourne de nouvelles séquences. Après l’obtention d’une rallonge de 60 000 dollars, le film bénéficie d’un nouveau montage et il peut enfin être distribué en salles.
Sur Dark Star, Carpenter cumule les fonctions de réalisateur, de compositeur et de producteur. Par ailleurs, il co-écrit le scénario avec Dan O'Bannon (qui plus tard co-écrira le scénario de Alien, le huitième passager), lequel interprète également l’un des rôles principaux.
Malgré une diffusion en salles limitée à cause de son petit budget (Dark Star sort aux États-Unis dans une cinquantaine de salles en avril 1974, mais il faudra attendre 1979 pour qu’il soit diffusé en RFA, et 1980 pour qu’il le soit en France), le premier film de Carpenter est un succès critique puisqu’il remporte en 1976 le Saturn Award des meilleurs effets spéciaux, et est nommé au Prix Hugo du meilleur film et au Prix Nebula du meilleur scénario, tous deux dans la catégorie dramatique.
En dépit de cet accueil favorable, Carpenter doit par la suite se contenter d’écrire des scénarios, aucune offre de réalisation ne lui étant faite. Il parvient à en vendre plusieurs, dont certains à des noms prestigieux comme Columbia Pictures ou Batjac Productions, la société de production de John Wayne. Le script intitulé Eyes, notamment, retient l’attention de la Columbia qui souhaite en faire un film où Barbra Streisand tiendrait le premier rôle. Cependant, l’actrice quitte rapidement le projet en raison des modifications scénaristiques imposées par le studio. Carpenter, lui aussi insatisfait du traitement réservé à son scénario, en fait de même, et la réalisation échoit finalement à Irvin Kershner. Quelques années plus tard, le film rebaptisé Les Yeux de Laura Mars sort sur les écrans.
Avant que la Columbia n’achète Eyes, deux producteurs indépendants, Joseph Kaufman et J. Stein Kaplan, avaient également fait part au réalisateur de leur intérêt pour son script. En 1975, Carpenter leur rédige en guise de dédommagement un nouveau scénario, qu’il termine en huit jours. Le synopsis s’inspire fortement du western de Howard Hawks, Rio Bravo. Selon les dires du cinéaste, il s’agit en fait d'une adaptation moderne et urbaine du film. Si, au début, Kaufman et Kaplan souhaitaient chacun financer un film de Carpenter, ils décident finalement d’investir la totalité de leur argent dans ce projet, offrant en outre au réalisateur une totale liberté artistique.

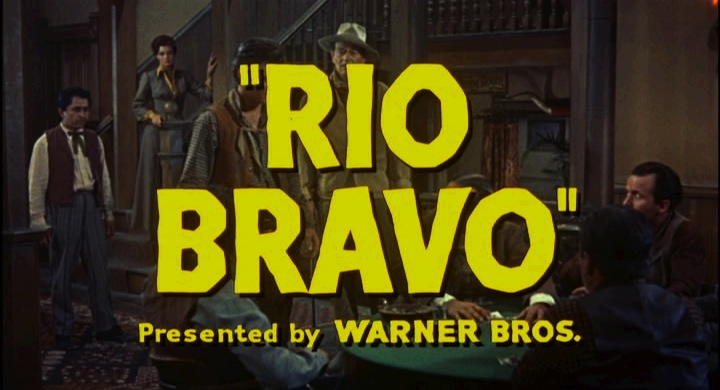
John Carpenter s’est beaucoup inspiré de Rio Bravo pour réaliser son second long-métrage.

Ainsi naît Assaut, le premier « vrai » film de Carpenter. En plus du poste de réalisateur, il occupe celui de scénariste, de compositeur et de monteur, ce dernier sous le pseudonyme de « John T. Chance » (le nom du personnage incarné par John Wayne dans Rio Bravo). Le film marque aussi la première collaboration entre John Carpenter et Debra Hill, ici au poste d'assistant rédacteur.
Tourné en vingt jours avec un budget de 100 000 dollars, Assaut est en butte à des problèmes de censure lors de sa distribution, la Motion Picture Association of America menaçant de lui attribuer la mention « classement X » (exclusivement réservé à un public adulte) si la scène montrant une fillette assassinée de sang-froid n’est pas supprimée. Se pliant à la volonté de la MPAA sur les conseils de son producteur, Carpenter coupe la scène sur la copie qu’il confie à l’association. Malgré tout, le film est finalement distribué avec le montage original, incluant donc la fameuse scène.
En dépit d’une diffusion une nouvelle fois limitée et de ces écueils avec la censure, Assaut est très bien accueilli en Europe, notamment en Grande-Bretagne et en Allemagne de l’Ouest, où il sera l’un des films les plus vus l’année de sa sortie. Aux États-Unis, en revanche, le public se montre moins réceptif, alors qu’en France le film rassemble 133 566 spectateurs.
Deux ans plus tard, alors que sort en salles Les Yeux de Laura Mars, Carpenter tourne pour la première fois pour la télévision avec Meurtre au 43e étage, un téléfilm dont il écrit également le scénario et qui est un hommage direct à Alfred Hitchcock, et plus particulièrement à Fenêtre sur cour. Durant le tournage, le cinéaste rencontre sa future première épouse, l'actrice Adrienne Barbeau. Initialement prévu pour une sortie sur grand écran, le script est finalement destiné à la télévision sur décision du studio Warner Bros., le premier grand studio hollywoodien avec lequel collabore Carpenter.

### Halloween, succès commercial et critique

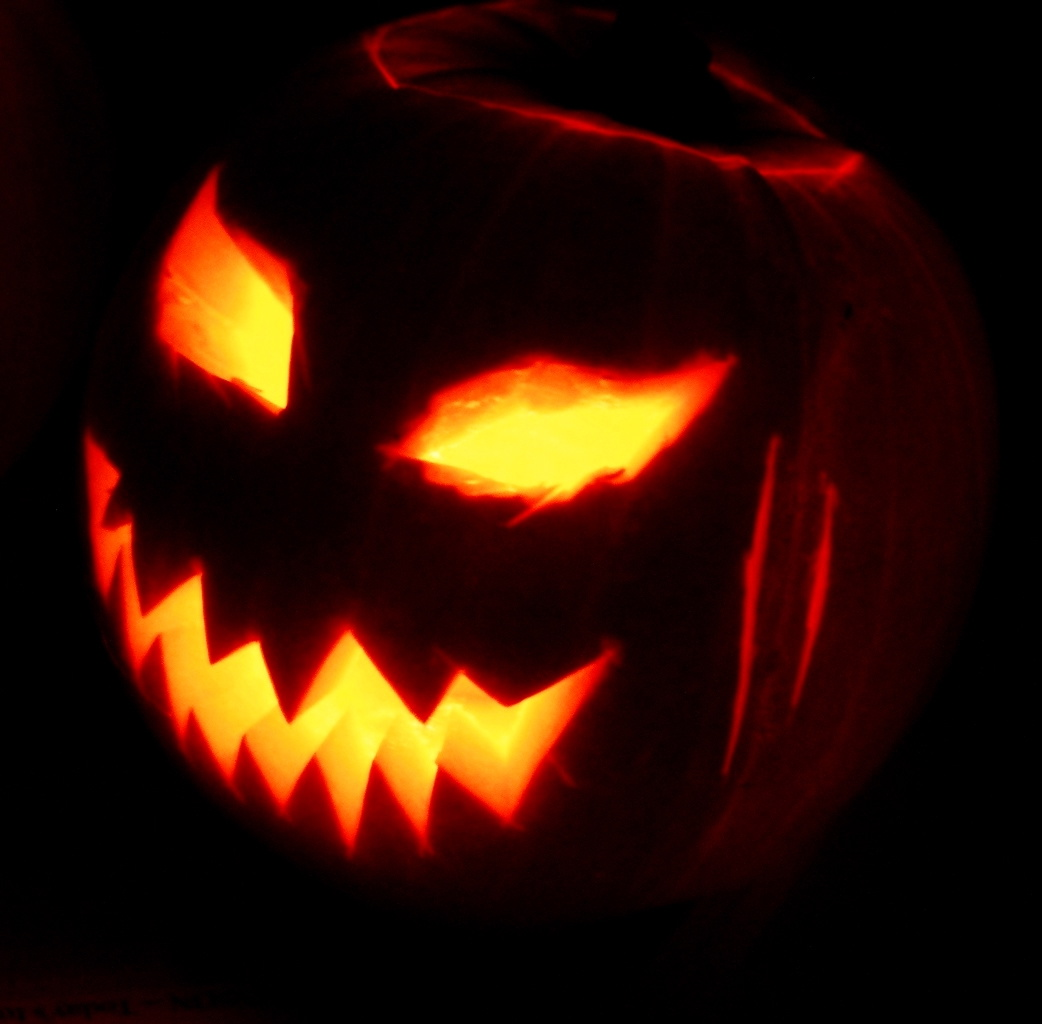
Halloween, un succès mondial qui a lancé la carrière de Carpenter.

Quelque temps avant la réalisation du téléfilm, John Carpenter et Debra Hill se rendent ensemble au Festival du film de Londres pour assister à la projection de Assaut. Ils y font la connaissance des producteurs Moustapha Akkad et Irwin Yablans (en). Le second sollicite Carpenter pour réaliser un film d'horreur mettant en scène un psychopathe persécutant des gardiennes d’enfant. Enthousiasmé par le synopsis, le cinéaste accepte le projet, puis il entame l’écriture d’un scénario intitulé The Babysitter Murders avec Debra Hill. Plus tard, Carpenter déclarera avoir été inspiré par le film Psychose d'Alfred Hitchcock : 

« Je voulais faire depuis longtemps un film effrayant et c'est Psychose qui m'a donné envie de faire Halloween. J'ai simplement ajouté au film d'Hitchcock une dimension surnaturelle en faisant du tueur masqué une incarnation du Mal. »

Tandis qu'Akkad avance la somme de 325 000 dollars pour la production du film, Carpenter rebaptise ce dernier Halloween après une suggestion de Yablans, lequel souhaitait que l’action se déroule la nuit du 31 octobre. Cette fois, si le cinéaste fait appel à une actrice encore inconnue pour interpréter le rôle principal, Jamie Lee Curtis, il compte pour la première fois dans ses rangs un acteur de renommée : Donald Pleasence, notamment connu pour ses rôles dans La Grande évasion et On ne vit que deux fois.
Réalisé, comme Assaut, en une vingtaine de jours, le troisième long-métrage de Carpenter sort aux États-Unis en octobre 1978, dans le cadre du Festival international du film de Chicago. Si, au départ, la presse américaine ne semble pas convaincue, Halloween obtient d’excellents résultats au box-office, engrangeant pas moins de 47 millions de dollars aux États-Unis, et entre 60 et 70 millions à l’international, selon les estimations,. Petit à petit, les critiques commencent également à lui témoigner de l’intérêt, Halloween devenant par ailleurs le film indépendant le plus rentable jamais réalisé.
En France, John Carpenter obtient en 1979 le prix de la critique au Festival d’Avoriaz, alors que le film remporte la Licorne d’or au Festival international de Paris. Il est également nommé au Saturn Award du meilleur film d'horreur.
Le thème musical principal d’Halloween est certainement le plus célèbre composé par Carpenter. Il est basé sur une rythmique 5/4 (cinq temps dans une mesure) que le père du cinéaste lui avait apprise au piano quand il était enfant. Il l'a rejouée en y ajoutant différents effets sonores.
Sitôt le film sorti en salles, le cinéaste enchaîne avec le tournage d’un film biographique consacré à Elvis Presley, Le Roman d'Elvis, sur un scénario d'Anthony Lawrence. C'est à ce moment qu'il rencontre Kurt Russell, qui joue ici le rôle du King : c'est le début d'une longue amitié et d'une fructueuse collaboration. Lors de sa première diffusion en 1979, l'audience du téléfilm est telle qu'elle dépasse celles de Vol au-dessus d’un nid de coucou et d’Autant en emporte le vent, diffusés à la même heure sur des chaînes concurrentes. Le Roman d'Elvis se voit par ailleurs nommé pour trois Emmy Awards et un Golden Globe, ce dernier dans la catégorie meilleur film pour la télévision. Le téléfilm bénéficiera d'une exploitation en salles en Europe, mais avec une durée ramenée à une centaine de minutes au lieu des trois heures du téléfilm d'origine.

### Années 1980: «période Carpenter»

#### Des films à petit budget aux productions hollywoodiennes
Peu après la sortie d’Halloween, John Carpenter trouve un accord avec la maison de production AVCO Embassy Pictures, laquelle lui propose un contrat pour la réalisation de deux longs-métrages. En ce qui concerne le premier, Carpenter décide de développer une idée inspirée par un film d'horreur anglais de 1958, The Crawling Eye, où une brume dissimule des monstres surgissant d'une colline. Il oriente ainsi le scénario (qu'il écrit en deux semaines avec Debra Hill) vers une histoire où le brouillard incarnerait une entité agissante et maléfique.
John Carpenter retrouve une partie du casting avec lequel il avait collaboré dans Halloween, incluant Jamie Lee Curtis, Nancy Kyes et Charles Cyphers. Pour la deuxième fois également, le réalisateur dirige son ex-amie et désormais épouse Adrienne Barbeau, qui tient cette fois le rôle principal. La distribution est complétée par Janet Leigh, la mère de Jamie Lee.
Fog sort sur les écrans au début de l’année 1980, au terme d’un tournage difficile (imputable, notamment, aux complications liées à l’emploi des effets spéciaux mettant en scène le brouillard), et marqué par des problèmes de post-production. En effet, non satisfait du premier montage, Carpenter retourne plusieurs scènes, réécrit la musique et refait en intégralité la bande sonore du film. Environ un quart des séquences d’origine sont définitivement supprimées.
Lors de sa sortie, certains critiques reprochent au film d'être trop traditionnel ; Fog n’en connaît pas moins un important succès commercial puisqu'il rapporte 21 millions de dollars aux États-Unis, pour un budget de production estimé à un million de dollars. Il obtient en outre deux nominations aux Saturn Awards de 1981 (dans les catégories meilleur film et meilleurs effets spéciaux), alors que Carpenter remporte pour la seconde fois le prix de la critique au festival d’Avoriaz.
Après Fog, Carpenter doit tourner un second film pour le compte d'Embassy Pictures. Dans un premier temps, il prévoit d’adapter le dernier scénario sur lequel il a travaillé, qui est intitulé The Philadelphia Experiment. Cependant, n’arrivant pas à l’achever, le cinéaste propose au président de la société de production, Robert Rehme, un autre script qu’il avait écrit en 1974 : New York 1997. Carpenter raconte que, cette même année, aucun studio n’en avait voulu car il était considéré comme étant « trop violent, trop effrayant, trop bizarre ». L’histoire tourne autour de Snake Plissken, un prisonnier envoyé en mission de sauvetage sur une île de Manhattan transformée en gigantesque pénitencier. Convaincu par le potentiel du scénario, Robert Rehme donne son aval et alloue à Carpenter un budget de six millions de dollars.
Le rôle de Snake Plissken est confié à Kurt Russell, lequel joue donc pour la deuxième fois sous la direction de John Carpenter. Adrienne Barbeau fait également partie de la distribution, tout comme Donald Pleasence, auxquels s'ajoutent Lee Van Cleef, Ernest Borgnine et Isaac Hayes. Pour la première fois de sa carrière, Carpenter collabore donc avec des acteurs expérimentés et connus du grand public, ce qui est notamment le cas de Van Cleef, lequel n’est autre que la « brute » dans le film de Sergio Leone, Le Bon, la Brute et le Truand.
New York 1997 est un succès critique et financier,. Il rapporte 25 millions de dollars de recette aux États-Unis, et cumule plus d’un million d’entrées en France, permettant à Carpenter de réaliser son meilleur score dans l’Hexagone. Le film obtient également quatre nominations aux Saturn Awards.
En 1982, Carpenter écrit en collaboration avec Debra Hill le scénario de Halloween 2, la suite de Halloween, la nuit des masques. Logiquement pressenti pour réaliser cette suite, le cinéaste décline l’offre, affirmant qu’il a déjà fait le film une fois et qu’il ne souhaite pas le faire à nouveau. Carpenter tient néanmoins à s’assurer du succès de l’entreprise, car il officie en tant que producteur. Il compose à nouveau la bande originale et confie la réalisation à un metteur en scène qu’il estime prometteur, Rick Rosenthal.
À l’issue du premier montage, Carpenter juge le film lent et inefficace. La société chargée de la production, Universal Pictures, partage le même avis. Le cinéaste décide donc, à contre-cœur, de tourner lui-même quelques scènes additionnelles et de remonter en partie le film afin de le rendre plus dynamique. La notoriété grandissante de Carpenter lui permettra ensuite d’obtenir des mêmes studios Universal les fonds nécessaires à la réalisation de son prochain film : The Thing.
Tiré de la nouvelle La Bête d'un autre monde (Who Goes There?) de John W. Campbell figurant dans le recueil Le ciel est mort, The Thing est un remake du film du même nom La Chose d'un autre monde réalisé en 1951 par Christian Nyby et Howard Hawks. Des scientifiques américains découvrent puis sont attaqués par une « chose » extraterrestre capable d’imiter toute forme de vie. Au niveau du casting, la distribution est exclusivement masculine, incluant une nouvelle fois Kurt Russell dans le rôle principal. Ce film marque un tournant dans la carrière de Carpenter puisque, pour la première fois depuis ses débuts, il tourne avec un budget proche des « standards » d’Hollywood : près de 15 millions de dollars. Le cinéaste cède sa place au poste de compositeur, laissée à Ennio Morricone, alors que les effets spéciaux sont l’œuvre de Rob Bottin, lequel avait déjà travaillé avec Carpenter sur Fog.
Sorti à l’été 1982, The Thing est très mal accueilli par la critique et les spectateurs. Jugé trop effrayant, trop pessimiste, il souffre de la comparaison avec le « gentil » E.T., l'extra-terrestre de Steven Spielberg, un autre film mettant en scène une forme de vie extra-terrestre, également produit par Universal Pictures. Sortis à quelques semaines d’intervalle, les deux films connaissent un succès diamétralement opposé, E.T. étant le no 1 au box-office américain de 1982 alors que The Thing n’y figure qu’à la 42e place, rapportant tout juste de quoi couvrir son budget de production,. Cet échec marque profondément Carpenter qui, de son propre aveu, pensait avoir réalisé là son meilleur film,.

« J’ai été attaqué par l’ensemble des critiques, par les fans, et le studio n’était bien évidemment pas satisfait... […] C’était la première fois que je devais subir une telle pression. »

— John Carpenter
The Thing obtiendra la reconnaissance du public bien plus tard, lors de sa sortie sous support VHS puis en DVD. Aujourd’hui, il est considéré comme un film d'horreur culte, comme le « chef-d’œuvre » de John Carpenter.

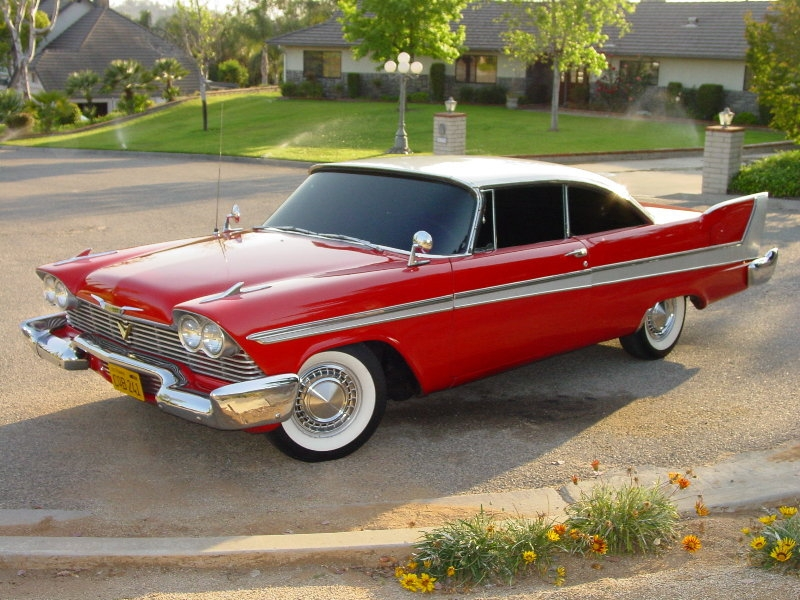
Le personnage central du film de Carpenter est une Plymouth Fury répondant au nom de « Christine ».

Si l’échec de The Thing n’entache pas la réputation de Carpenter au sein des studios, le cinéaste en porte encore les stigmates l’année suivante, lorsqu’il se voit confier la réalisation de Christine, un film qu’il tournera, confesse-t-il, sans conviction. Adapté du roman homonyme de Stephen King, le projet est financé par Columbia Pictures pour la somme de dix millions de dollars. Carpenter, peu enthousiaste après une première lecture du scénario, accepte finalement de réaliser Christine par nécessité, afin de poursuivre sa carrière à Hollywood.
Carpenter suit la trame globale du livre, en omettant toutefois un élément important : la présence du propriétaire original sur la banquette arrière de la Plymouth Fury, ceci pour recentrer l’histoire sur la relation entre le protagoniste principal, Arnie Cunningham, et sa voiture, Christine.
Le réalisateur retrouve le poste de compositeur et dirige, comme à ses débuts, un casting composé d’acteurs relativement inexpérimentés, exception faite de Harry Dean Stanton (avec lequel il avait déjà travaillé sur New York 1997) et de Robert Prosky.
Si King lui-même se dira déçu par l’adaptation, Christine obtient un accueil chaleureux de la part de la presse et des spectateurs. Le film enregistre également de bons résultats au box-office national, alors qu’il cumule près d’un million d’entrées en France, correspondant au meilleur chiffre réalisé par Carpenter dans le pays, après New York 1997. Par ailleurs, Christine est nommé au prix du meilleur film d'horreur aux Saturn Awards, Carpenter décrochant lui-même une nomination au Grand Prix du Festival d’Avoriaz. Aujourd’hui, le film est souvent cité comme étant l'une des meilleures adaptations cinématographiques de l’œuvre de Stephen King.

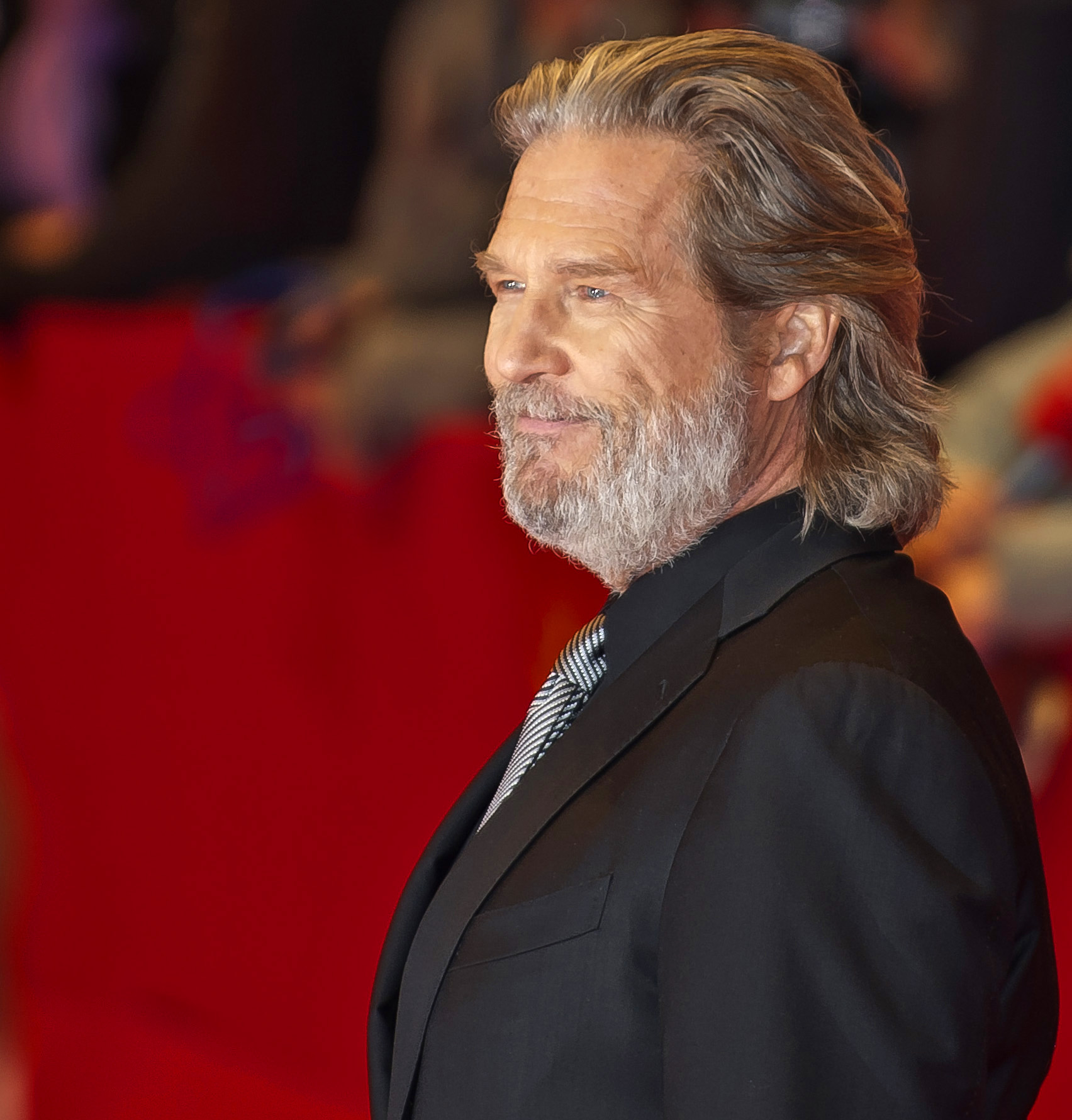
Sa prestation dans Starman a valu à Jeff Bridges une troisième nomination à la cérémonie des Oscars.

Un an plus tard, Carpenter s’associe de nouveau avec Columbia Pictures, la société souhaitant concrétiser un projet en gestation depuis plusieurs années. À l’origine, deux scripts traitant de la visite d’un alien sur terre avaient été développés au sein du studio, mais Columbia refusait de financer les deux. Aussi avait-elle choisi Starman, laissant le second à une société concurrente, Universal Pictures,. Jeff Bridges y interprète le rôle d’un extra-terrestre qui s’échoue sur Terre et qui prend l’apparence du mari défunt d’une jeune veuve, jouée par Karen Allen.
Produit par Michael Douglas, Starman est une œuvre singulière dans la filmographie de John Carpenter, un film qui s’apparente davantage à un road movie romantique plutôt qu’à un vrai film de science-fiction, en contraste total avec ses précédents longs-métrages. En conflit avec Hollywood depuis l’échec de The Thing, le cinéaste déclare avoir tourné ce film en guise d’excuse aux studios : « Starman était une sorte de mea culpa, c’était comme si je disais : vous voyez que je suis aussi capable de faire un joli film romantique. »
Carpenter le considère d’ailleurs comme son film le plus hollywoodien, une sorte d'« E.T. l'extra-terrestre adulte ». Il sort en salles en 1984. Le succès est davantage critique que commercial, le film étant nommé pour de multiples récompenses,, incluant l’Oscar et le Golden Globe du meilleur acteur pour Jeff Bridges, et le Golden Globe de la meilleure musique pour Jack Nitzsche.
En 1986, Carpenter met en scène un film d’aventures qui se veut un hommage au cinéma d'arts martiaux de Hong Kong, et plus particulièrement au film Zu de Tsui Hark : Les Aventures de Jack Burton dans les griffes du Mandarin. Kurt Russell campe une nouvelle fois le rôle principal, celui d’un camionneur qui aide l’un de ses amis dont la fiancée a été enlevée par un puissant mage dans le Chinatown de San Francisco.
Détournant les codes du film d’action, Carpenter dépeint son héros, Jack Burton, comme un « crétin balourd et maladroit », en décalage total avec le portrait habituel du héros d’Hollywood, viril et intelligent,. La production de Jack Burton est financée par la 20th Century Fox, mais le mélange des genres et le second degré du long-métrage sont mal perçus par le public. Malgré une nomination au Saturn Award de la meilleure musique, Jack Burton est un échec critique et commercial qui coûte à Carpenter sa crédibilité au sein des studios,. À l'instar de The Thing, le film obtiendra néanmoins un important succès lors de sa sortie en vidéo.

#### Retour aux films indépendants
Après ce nouveau revers, les studios d’Hollywood tournent le dos à Carpenter, lequel n’a d’autre choix que de revenir au cinéma indépendant. En 1987, il signe un contrat de quatre longs-métrages avec les studios Alive Films, lesquels lui garantissent une totale liberté artistique pour chacun d’eux.

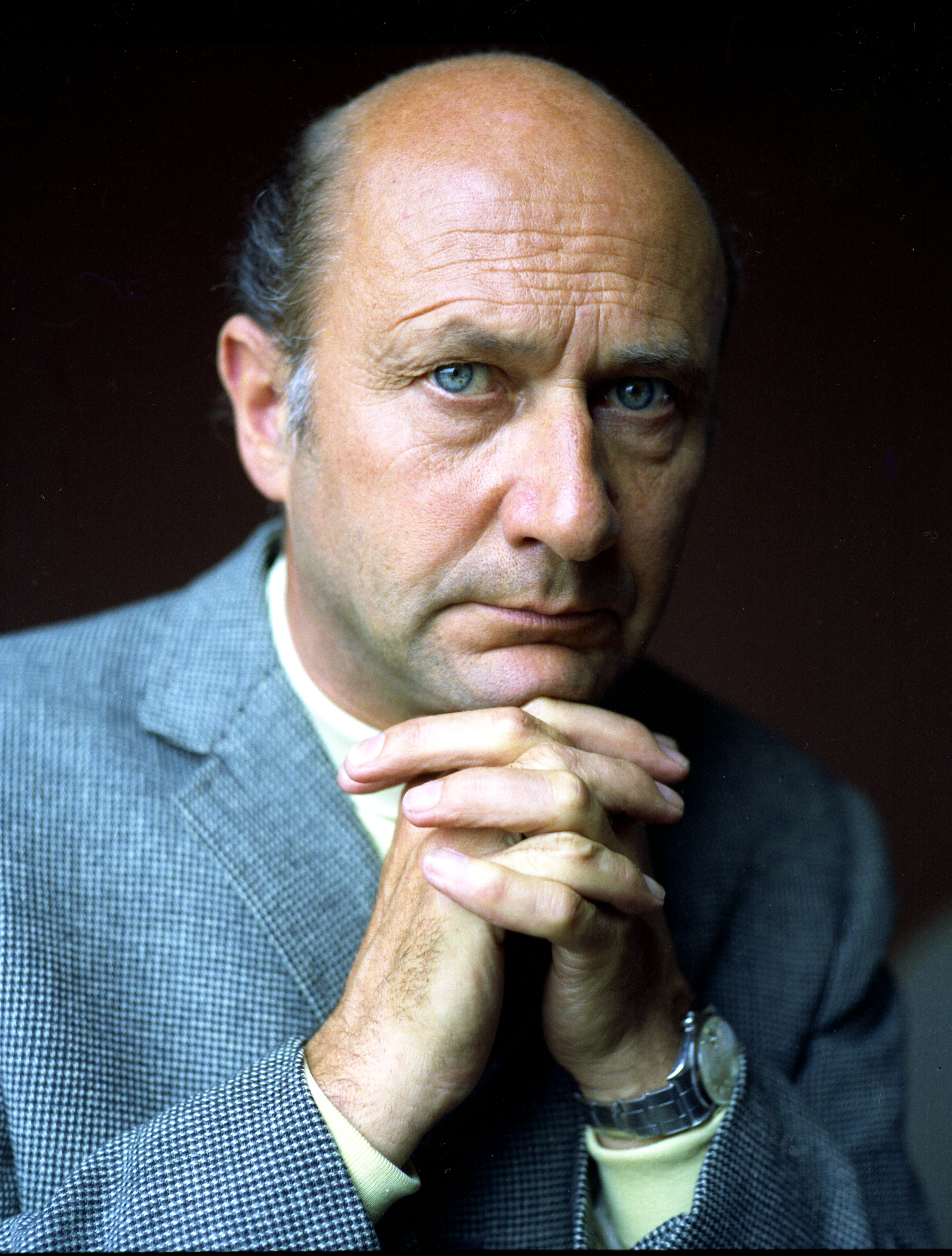
Donald Pleasence.

La même année apparaît sur les écrans Prince des ténèbres, un film d'horreur où le cinéaste retrouve Donald Pleasence, qui interprète ici l'un des rôles principaux. Comme c’était le cas pour ses premiers longs-métrages, Carpenter compose la bande originale et écrit le scénario, ce dernier sous le pseudonyme de « Martin Quatermass », emprunté au personnage de fiction Bernard Quatermass créé par Nigel Kneale.
Produit pour la somme de trois millions de dollars (Carpenter n’avait pas tourné avec si peu depuis New York 1997), Prince des ténèbres constitue, selon l’expression employée par le cinéaste, la deuxième partie de sa « Trilogie de l’Apocalypse », celle-ci ayant été entamée en 1982 avec The Thing. La critique se montre à nouveau défavorable, le film obtenant tout de même un succès modéré en salles. Un an plus tard, il remporte le prix de la critique au Festival d’Avoriaz.
Toujours en 1988, Carpenter revient à la science-fiction avec Invasion Los Angeles, un film dont le scénario de Frank Armitage (alias John Carpenter, le cinéaste ayant emprunté ce pseudonyme à un personnage du romancier H.P. Lovecraft) s'inspire de la nouvelle Les Fascinateurs (Eight O'Clock in the Morning) de Ray Faraday Nelson.
Pour la première fois de sa carrière, le cinéaste tient un propos ostensiblement politique, Invasion Los Angeles étant une critique acerbe de l’Amérique reaganienne,. Les élites (principalement les classes sociales aisées, les présentateurs de télévision, les membres du gouvernement et les représentants des forces de l’ordre) y sont représentées, au sens propre, comme des extra-terrestres qui asservissent la population via les médias et la publicité, ces derniers diffusant en fait des messages subliminaux tels que « Obéissez », « Regardez la télévision » ou « Consommez ». Malgré des résultats honnêtes au box-office, Invasion Los Angeles est une nouvelle fois mal accueilli par la presse, mais il décroche tout de même deux nominations aux Saturn Awards, dans les catégories Meilleur film de science-fiction et Meilleure musique.

### Années 1990 et déclin commercial
À la suite de ces deux tournages successifs, John Carpenter rompt d’un commun accord le contrat le liant à Alive Films. Sa carrière semble alors au point mort. Il participe à la production du téléfilm western El Diablo de Peter Markle et diffusé 1990, projet qu'il a longtemps du réaliser lui-même.
N’ayant plus de projet pour réaliser des films à petit budget, John Carpenter finit par accepter une proposition de l’acteur Chevy Chase au début des années 1990. Ce dernier souhaite en effet relancer sa carrière en tenant le rôle principal dans un film de science-fiction, le script racontant les péripéties d’un homme d’affaires devenu invisible par accident. Financé par une « major » d’Hollywood et par Chevy Chase lui-même, le film est entièrement dévolu à l’acteur, et Carpenter n’a pas donc pas la mainmise sur la réalisation. Initialement, c’est d’ailleurs Ivan Reitman, le réalisateur de SOS Fantômes, qui était pressenti pour tourner le long métrage. Après avoir vu Starman, Chase avait toutefois insisté pour engager Carpenter. Sorti début 1992, Les Aventures d'un homme invisible est un « flop » critique et financier,. Carpenter n’en a pas écrit le scénario et n’en a pas composé la musique, mais pour la première fois de sa carrière il a utilisé les effets spéciaux numériques.
L'année suivante, Carpenter revient au petit écran avec Petits Cauchemars avant la nuit, un téléfilm composé de trois sketches dont deux qu'il réalise lui-même. Il s'agissait au départ d'un pilote de série que désirait produire la chaîne câblée Showtime, mais le projet fut finalement abandonné. John Carpenter y joue le rôle d'un médecin légiste étrange, apparaissant au début et à la fin du téléfilm pour présenter les histoires, un peu à la manière du gardien des Contes de la crypte.

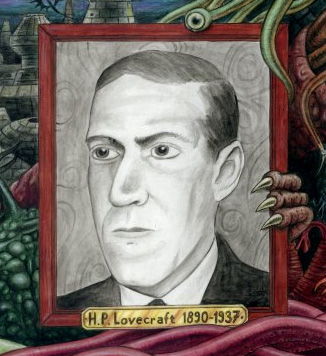
L’Antre de la folie est l’un des rares films dont le scénario fait explicitement référence à l’œuvre de Lovecraft.

En 1994, Carpenter retrouve le cinéma indépendant avec L'Antre de la folie, un film d'horreur fantastique dont le scénario de Michael De Luca s’inspire de l’univers de H. P. Lovecraft et, dans une moindre mesure, de celui de Stephen King. De Luca avait proposé son script au réalisateur dès 1988, mais celui-ci l’avait refusé car il l’estimait trop complexe à adapter à l’écran. La persévérance du scénariste et les quelques années de réflexion que s’est accordé Carpenter l’ont finalement convaincu de mettre en scène le film.
Dernier volet de la Trilogie de l’Apocalypse, L’Antre de la folie est un film très personnel dans la filmographie de Carpenter, celui-ci livrant un véritable hommage aux écrits de Lovecraft, dont il est un grand admirateur,. Le cinéaste reprend le poste de compositeur, alors qu’il collabore pour la deuxième fois avec l’acteur Sam Neill, lequel interprétait l’un des rôles-titres dans Les Aventures d’un homme invisible.
Aux États-Unis, le film n’est ni un succès critique, ni un succès public. Il décroche toutefois deux nominations aux Saturn Awards (dans les catégories meilleur film et meilleur maquillage), tandis que Carpenter remporte le prix de la critique au Fantasporto (le festival du film fantastique de Porto, au Portugal), où le film était également en lice pour le prix du meilleur long-métrage. Comme The Thing ou Jack Burton, L’Antre de la folie s’érigera au fil des années au rang de film culte. Il permet également à Carpenter d’obtenir de nouveau l’appui des studios pour ses futures productions.
Ainsi, dès 1995, le cinéaste met en scène Le Village des damnés, un remake du film du même nom de Wolf Rilla, qui était tiré du roman de John Wyndham Les Coucous de Midwich. Le projet est financé par Universal Pictures, une major avec laquelle Carpenter n’avait pas collaboré depuis The Thing, en 1982. Malgré un important budget de production et une distribution composée d’acteurs qui ont déjà fait leur preuve, le film est un échec en salles. Les critiques sont également défavorables, le film recevant par ailleurs une nomination au prix du plus mauvais remake à la cérémonie des Razzie Awards.
L’année 1996 marque le retour sur les écrans du personnage de Snake Plissken dans Los Angeles 2013. Dès 1985, Carpenter avait commandé une première version du script, mais il l’avait rejeté en raison de son traitement trop « kitsch ». L'intérêt pour la réalisation d’une suite est ravivé par les émeutes et le tremblement de terre qui ont frappé Los Angeles en 1992 et en 1994. En insistant pour reprendre le rôle de Plissken, qui est l’un de ses personnages favoris, Kurt Russell a aussi grandement contribué à la réalisation du projet. En plus de réendosser le rôle, l’acteur officie en tant que producteur, alors qu’il co-écrit le scénario avec Carpenter et Debra Hill.
Financé par la société Paramount Pictures pour une somme colossale (près de cinquante millions de dollars), Los Angeles 2013 est boudé par la critique, qui lui reproche de ne pas suffisamment se démarquer de New York 1997, ou simplement d’en être qu'un « remake déguisé »,. Le film enregistre en outre de médiocres résultats au box-office.
En 1998, Carpenter se voit proposer un nouveau projet : Vampires, dont le scénario est inspiré du roman Vampire$ de John Steakley. Voyant l’opportunité d’en faire un western moderne plutôt qu’un film de vampires traditionnel à l’ambiance gothique, le cinéaste décide de prendre en main la réalisation. Il signe aussi la bande originale, et engage James Woods dans le rôle de Jack Crow, un mercenaire mandaté par le Vatican pour exterminer les « nids » de vampires.
Vampires sort en salles en fin d’année et démarre en trombe au box-office. Se heurtant à des critiques mitigées, il obtient cependant cinq nominations aux Saturn Awards et en ressort avec trois récompenses, incluant le prix du Meilleur acteur pour James Woods, celui du Meilleur maquillage et de la Meilleure musique.

### Dernières réalisations

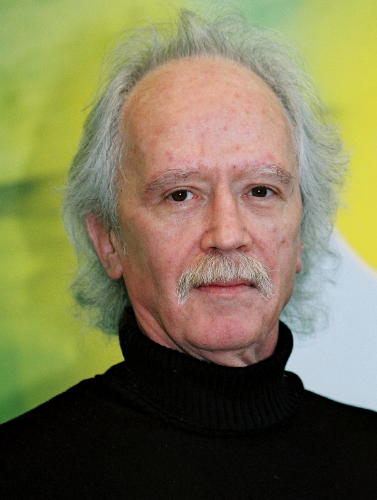
John Carpenter, en 2001.

Le succès de Vampires encourage Carpenter à poursuivre sa carrière de metteur en scène. Quelques années plus tard, en 2001, le cinéaste est déjà de retour avec Ghosts of Mars, un film de science-fiction dont l’action se déroule sur Mars. Carpenter, qui n’avait pas situé l’action d’un film ailleurs que sur Terre depuis Dark Star, en 1974, compose la bande originale et participe à l’écriture du scénario. Sorti aux États-Unis durant l’été 2001, Ghosts of Mars partage fortement la critique et les spectateurs,. De surcroît, c’est un échec commercial.
Épuisé par le tournage et déçu par le score de son film au box-office, Carpenter déclare qu’il compte quitter Hollywood pour de bon.
Après la sortie de Ghosts of Mars, le réalisateur s'accorde donc une longue pause, ne repassant derrière la caméra qu'en 2005 pour filmer un épisode de la première saison de la série télévisée Les Maîtres de l'horreur, intitulé La Fin absolue du monde (Cigarette Burns). Présentant des similitudes scénaristiques avec L'Antre de la folie, cet épisode est considéré comme l'un des plus réussis de la série,. L’année d’après, il renouvelle l’expérience dans le cadre de la deuxième saison en réalisant l'épisode Piégée à l'intérieur (Pro-Life), qui est beaucoup moins bien accueilli,.
John Carpenter ne revient au grand écran que plusieurs années après, en 2010, soit presque dix ans après la sortie de son dernier long-métrage. Son nouveau film, The Ward, est une production indépendante dont le casting est presque exclusivement féminin, comprenant entre autres Amber Heard. À cette occasion, Carpenter revient à un genre qu’il affectionne particulièrement : l'horreur. The Ward est présenté dans le cadre du Festival international du film de Toronto, mais il n’est diffusé en salles qu’à partir de 2011. Il faut attendre le mois de juillet pour qu’il soit distribué aux États-Unis, alors que certains pays (dont la France) ne sont limités qu’à une sortie en DVD. Même si le retour de Carpenter était attendu de longue date, le film n’est pas bien accueilli par la critique, qui juge The Ward comme étant décevant et loin des « classiques » du cinéaste.

### Projets annoncés et carrière musicale
En 2010 toujours, deux nouveaux projets de réalisation ont été dévoilés pour Carpenter : Fangland et Darkchylde,. Le premier consisterait en une adaptation d’un roman écrit par John Marks, dont l’histoire est centrée sur les vampires. Hilary Swank y interprèterait le rôle principal. Le second serait également une adaptation, d’un comics cette fois. Le site première a publié cette dernière information quelques jours après que Carpenter a subi une attaque cardiaque lors d’une séance de dédicaces, dans le cadre d’une convention sur le cinéma fantastique en Floride. D’après le site, le cinéaste s’en est toutefois bien remis avant d’entamer la promotion de The Ward.

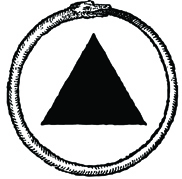
Sacred Bones Records a édité chacun des albums de John Carpenter.

D’autres projets ont également été évoqués, comme l’adaptation du jeu vidéo Dead Space dont le scénario n’est pas sans rappeler celui de The Thing,. Par ailleurs, Carpenter a lui-même déclaré fin 2011 qu’il était en train de travailler sur un western gothique, un genre qu’il souhaite mettre en scène depuis ses débuts en tant que cinéaste.
Si les projets de réalisation se sont succédé depuis la sortie de The Ward, John Carpenter semble néanmoins avoir mis sa carrière de cinéaste entre parenthèses pour se consacrer essentiellement à la musique. En novembre 2014, il annonce en effet la sortie prochaine de son premier album studio, intitulé Lost Themes. Pour la réalisation de cet album, Carpenter est assisté de son fils Cody et de son filleul Daniel Davies, tous trois officiant en tant que musicien, compositeur et ingénieur du son. Lost Themes, qui propose neuf titres originaux, sort le 2 février 2015 aux États-Unis et le 3 février 2015 en France,. Il est accueilli avec enthousiasme par la critique, celle-ci notant notamment que l’omniprésence des synthétiseurs, la tension et l’ambiance très « années 1980 » qui se dégagent des morceaux rappellent les musiques composées par Carpenter pour le cinéma.
Quelques mois plus tard, Carpenter annonce via son compte Facebook qu’il effectuera en 2016 une petite tournée pour promouvoir la sortie de Lost Themes, ainsi que la sortie d’un deuxième album. En parallèle, il collabore avec Jean-Michel Jarre sur le morceau A Question Of Blood, qui figure sur l'album Electronica 1: The Time Machine.
Le 15 avril 2016 paraît Lost Themes II. Réalisé par une équipe qui est restée inchangée (John Carpenter est toujours secondé par son fils Cody et Daniel Davies), l’album, qui inclut cette fois onze pistes, fait à nouveau l’unanimité auprès de la critique. Le jugeant plus harmonieux, plus simple et plus inspiré, elle estime même qu’il est supérieur à l’album original.
Le mois suivant, le réalisateur, accompagné de son fils et de quatre autres musiciens, entame une tournée mondiale dont le premier concert est programmé le 20 mai, à Los Angeles. La bande se produit ensuite à Seattle et New-York, notamment, avant de se rendre en Europe où de nombreuses dates sont prévues, comme à Barcelone, Copenhague, Londres, Vienne, Dublin et également à Paris. John Carpenter a réalisé sa performance dans la capitale française le 9 novembre, sur la scène du Grand Rex. D’après Philippe Guedj, journaliste au Point, les 2 600 personnes présentes à l’événement ont réservé un « accueil de rock star » au cinéaste.

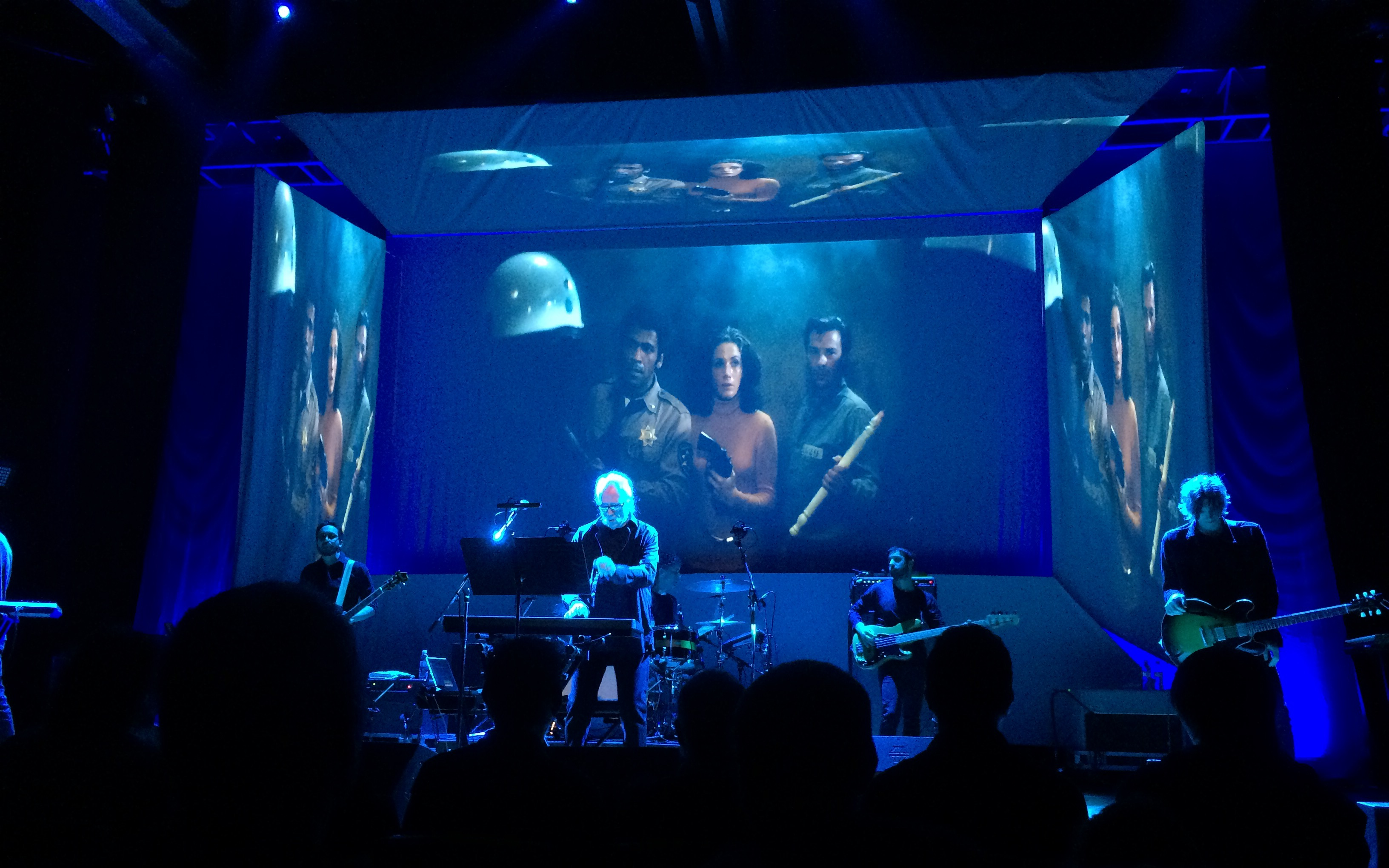
Carpenter et sa bande, lors d'une performance live en 2016.

Après la sortie de ces deux albums et la tournée mondiale pour faire la promotion de Lost Themes II, 2017 est à nouveau une année chargée pour John Carpenter. Ce dernier s’attelle effectivement à la réalisation d’un troisième album studio, Anthology: Movie Themes 1974-1998, dont la sortie est prévue le 20 octobre 2017. Édité, comme les deux précédents, par le label indépendant Sacred Bones Records, cet album est une compilation de treize thèmes de film composés et réenregistrés par John Carpenter, son fils Cody et son filleul Daniel Davis. On retrouve notamment les thèmes principaux d’Assaut, Halloween, Fog, Christine, New York 1997, et également ceux de The Thing et Starman, qui, à l’origine, n’avaient pas été composés par Carpenter.
Pour accompagner la sortie de l’album, le cinéaste a réalisé un clip illustrant le thème de Christine. On y aperçoit une Plymouth Fury de couleur rouge sillonnant les rues de Los Angeles, de nuit, avant de prendre en chasse une jeune femme dont la voiture est tombée en panne. Ce clip, qui fait directement écho au film mis en scène par Carpenter en 1983, a été l’occasion pour lui de repasser derrière la caméra pour la première fois depuis sept ans, et la sortie de The Ward.
À partir du 29 octobre, le réalisateur débute une nouvelle tournée aux États-Unis et au Canada. Une quinzaine de dates sont prévues, réparties sur trois semaines.
Entre-temps, Carpenter a révélé qu’il participera au développement d’un nouveau film de la franchise Halloween, en tant que producteur délégué. Cependant, dans une interview accordée à Comingsoon.net, le producteur principal du film, Jason Blum, a précisé que le rôle de Carpenter va bien au-delà : « À chaque fois que nous prenons une décision importante sur le plan créatif, il est impliqué, et nous ne faisons rien sans sa bénédiction ». Le réalisateur a ensuite confirmé qu’il composera également la musique de ce nouvel opus, indiquant qu'il se penchera soit sur la création d'un nouveau thème, soit sur une adaptation de l’ancien, ou simplement sur une combinaison des deux. Halloween, qui marquera le retour de Jamie Lee Curtis dans le rôle de Laurie Strode, sortira aux États-Unis le 19 octobre 2018 pour coïncider avec les quarante ans de la sortie de Halloween, premier du nom.
Il sort Lost Themes III: Alive After Death en février 2021.

## Style

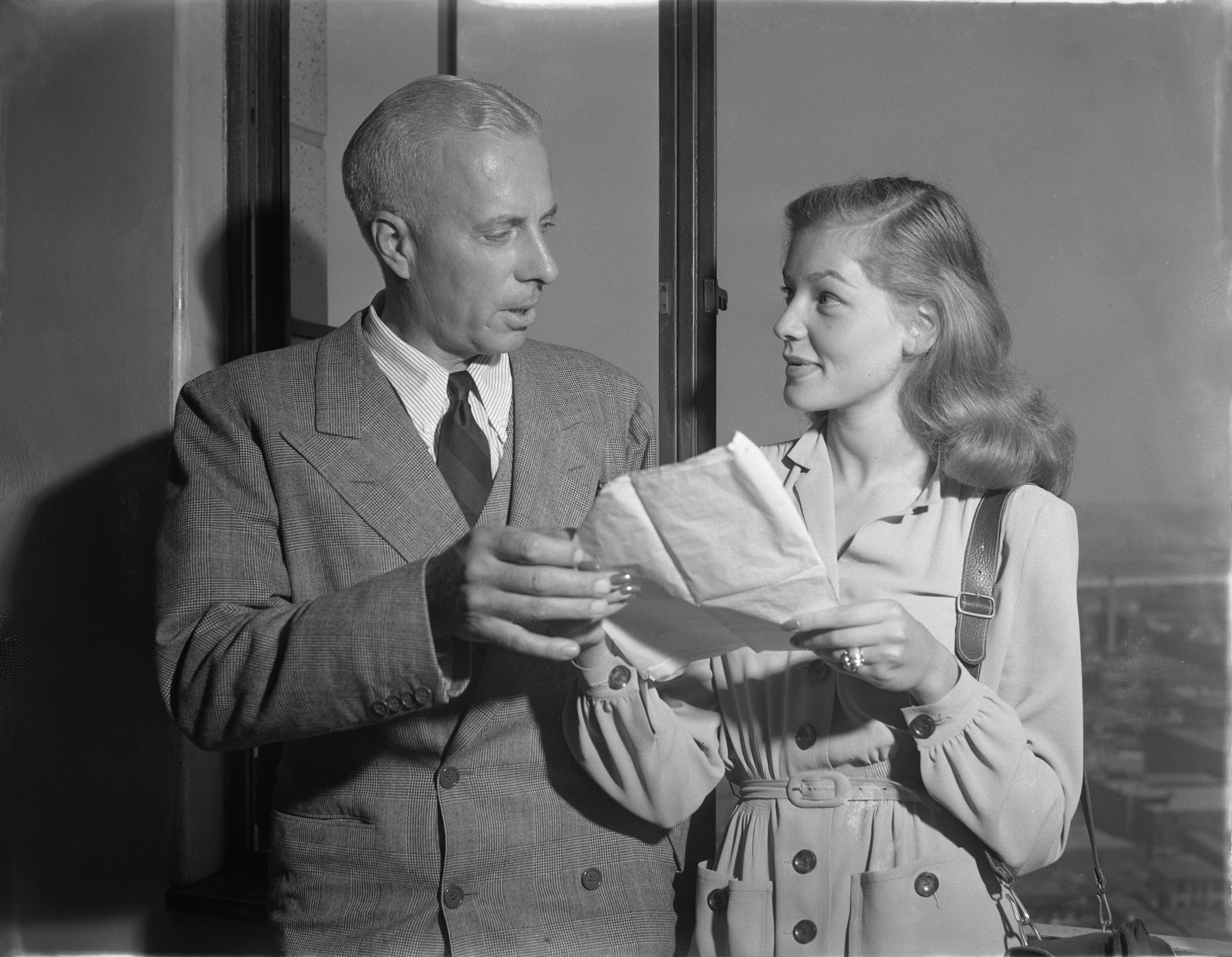
L’œuvre de Howard Hawks (ici en compagnie de Lauren Bacall) a considérablement influencé John Carpenter.

Cinéphile dès son plus jeune âge, John Carpenter voue une grande admiration aux films d’épouvante et à la littérature fantastique. Très influencé par le cinéma des années 1950, il estime que la mise en scène doit rester « invisible », étant uniquement au service de l’histoire qu’il a choisi de raconter. Ses films se caractérisent ainsi par des scénarios et une réalisation épurés, une musique minimaliste, la recherche constante d’une efficacité absolue de la narration, des montages limpides.
Formé à l'art de la série B, Carpenter a réalisé la majeure partie de ses longs-métrages dans le cocon du cinéma indépendant, tournant souvent avec des budgets très minces. Très vite, il s’est distingué en mettant en scène des films d'horreur, de science-fiction et des films fantastiques, y apportant un style très personnel, fondé notamment sur le minimalisme de son travail.
John Carpenter se définit comme un metteur en scène qui se fie à son instinct et à ses intuitions,. Il s’identifie beaucoup au style d’Howard Hawks, qu’il considère comme son maître à penser. D’après lui, Hawks se reposait entièrement sur ses intuitions, au contraire d’Alfred Hitchcock qui avait pour habitude d'élaborer chaque plan de tournage à l’avance. Carpenter voit ainsi Hitchcock comme un réalisateur « glacial », dont les scènes de suspense sont dépourvues de surprise.

« Tout penser en amont, tout prévoir détruit cette part de spontanéité qui joue un rôle capital dans l’art de la mise en scène. »

— John Carpenter
Le plus grand défi que s’impose John Carpenter est de rester « invisible » ; il détermine ainsi la meilleure façon de tourner une scène d’après l’environnement. En amont d’un tournage, il visualise les scènes « avec son propre regard ». Il place ensuite sa caméra à l’endroit qui constitue selon lui le meilleur point de vue, afin de capter au mieux les émotions des personnages et l’intensité des scènes.

### Méthodes de travail

#### Écriture des scénarios
Carpenter se considère comme un mauvais scénariste, et ce bien qu’il ait écrit les histoires de la majorité de ses films. Il avoue détester le processus d’écriture, d’autant qu’il a travaillé sur de nombreux scénarios au cours de sa carrière, notamment pendant la période qui a précédé le tournage d’Assaut. Selon ses dires, il s’agit d’un exercice « épouvantable ». Carpenter a ainsi l’habitude d’écrire ses scénarios en un temps record, souvent en collaboration avec un partenaire, comme Debra Hill. Le duo a bouclé le script d’Halloween en huit jours, et celui de Fog en deux semaines. Après que le projet Eyes a été pris en charge par la société Columbia Pictures, Carpenter a rédigé le scénario d’Assaut en huit jours également.
John Carpenter cherche à épurer au maximum ses scénarios, de manière à ne pas les encombrer avec des éléments qui ne sont pas nécessaires à l’histoire. Pour lui, avant d’être adapté à l’écran, un script doit être « bref et rapide ». Le réalisateur confesse que ses personnages sont assez stéréotypés, étant issus de « légendes ou de fantasmes ». Ils disent généralement ce qu’ils pensent et ont tendance à prendre les choses au sérieux, ce qui, d’après Carpenter, n’est pas réaliste car dans la vie de tous les jours les gens passent leur temps à se mentir.
Pour écrire ses dialogues, Carpenter s’inspire à la fois des films qu’il a vus et de ses propres expériences sociales. À travers les répliques, il désire donner une cadence au scénario. Carpenter réécrit très souvent les dialogues, dans le but de trouver des phrases qui « sonnent bien ». Pour lui, l’important n’est pas d’écrire des répliques réalistes, mais de faire croire au public que celles-ci peuvent être réellement prononcées.
Le plus souvent, Carpenter adapte à l’écran ses propres scénarios, mais cela ne lui pose pas de problème de travailler sur des histoires écrites par un tiers. Au contraire : considérant que le métier de metteur en scène est très distinct de celui de scénariste, il trouve intéressant de transposer à l’écran un script qu’il n’a pas rédigé lui-même, car cela lui permet d’aborder la mise en scène « sans préconception de la séquence à tourner ».
La plupart du temps, Carpenter nomme ses protagonistes d’après des personnes qu’il a réellement connues. Pour lui, c’est un moyen efficace de gagner du temps pendant l’écriture d’un script car, de toute manière, les premiers noms qui viennent à l’esprit sont souvent clichés. De fait, le Ben Tramer mentionné dans Halloween n’est autre qu’un ancien camarade d’école du réalisateur, alors que le personnage interprété par Jamie Lee Curtis dans Fog est nommé d’après le nom de sa première petite amie, Elizabeth Solley. Dans New-York 1997, Lee Van Cleef joue le rôle de Bob Hauk, qui est le nom du professeur de mathématiques que Carpenter avait au lycée.

En juillet 2019, il dit : 

« J'ai injecté une bonne partie de mes peurs dans mes films. »

#### Direction des acteurs

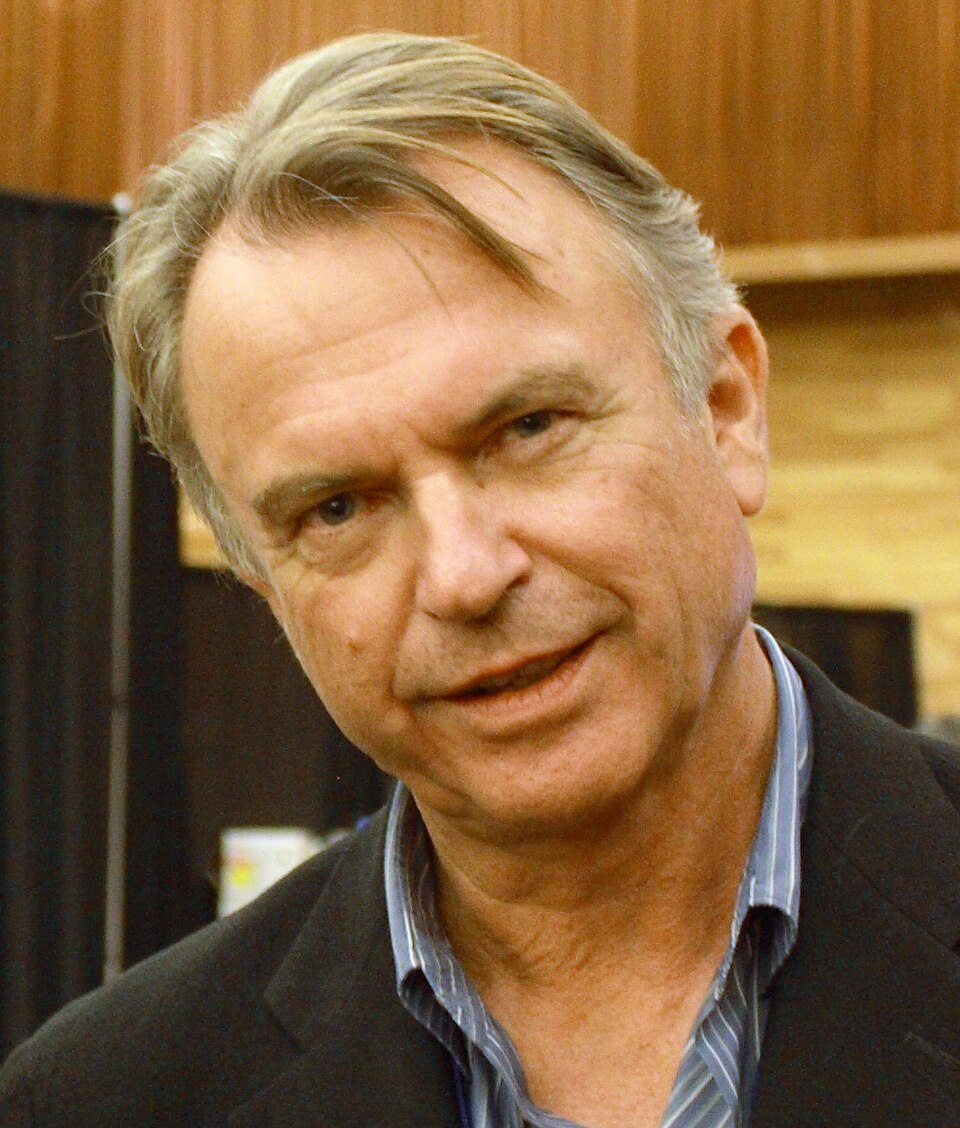
John Carpenter a apprécié sa collaboration avec Sam Neill, qu’il considère comme « son » genre d’acteur.

John Carpenter choisit ses acteurs de manière instinctive, en fonction d’abord de leur apparence. Ensuite, il cherche à connaître leur capacité en tant que comédiens, l’étendue de ce qu’ils sont capables d’interpréter à l’écran. Carpenter souhaite également établir des liens et découvrir leurs motivations pour jouer dans son film. Il travaille intuitivement avec les acteurs afin que leur jeu soit le plus spontané possible. Sur un plateau, il se considère à la fois comme un psychologue, un général et un chef d’orchestre, mais par-dessus tout comme une figure paternelle qui se doit d’aider et de mettre en confiance ses comédiens.
Carpenter apprécie les acteurs qui aiment leur personnage et qui peuvent s’identifier à eux, ceux qui connaissent leur réplique et qui abordent leur travail sans prétention. Selon lui, Kurt Russell, Sam Neill, Jeff Bridges et James Woods font partie de ce genre d’acteur.
Le cinéaste donne quelques directives à ses comédiens mais les laisse généralement libres de s’exprimer. Avec son équipe technique, Carpenter agit de la même manière : il souhaite avant tout qu’ils donnent le meilleur d’eux-mêmes, et non qu’ils se contentent d’exécuter ses ordres. Il reste très ouvert aux suggestions. Par exemple, le port d’un bandeau sur l’œil gauche de Snake Plissken est une idée que Kurt Russell a suggérée à Carpenter.

#### Tournage
John Carpenter a tourné un grand nombre de films pour le compte du cinéma indépendant. En raison de ses budgets limités, il a parfois dû composer avec des délais serrés et réaliser des séquences dans des conditions très difficiles. Les prises de vues pour Assaut et Halloween ont ainsi été réalisées en seulement une vingtaine de jours, alors que celles de Fog, de New York 1997 et de Prince des ténèbres ont été bouclées en seulement quelques semaines. Durant la production d’Assaut, Carpenter a même été contraint à un moment donné de tourner non-stop pendant vingt quatre heures de suite en raison de ses contraintes budgétaires. Il avoue toutefois que l’expérience la plus éprouvante reste le tournage du téléfilm Le Roman d’Elvis. Budget oblige, la chaîne finançant le projet a imposé à Carpenter de mettre en boîte trois heures de film en trente jours, avec quatre-vingts lieux de tournage différents.
Même si les petits budgets l’ont parfois obligé à élaborer à l’avance ses plans de tournage, Carpenter prend la majeure partie du temps ses décisions sur le vif, de manière instinctive. Par conséquent, il refuse de passer par l’étape du storyboard avant de tourner une séquence : « Bien sûr qu’il faut planifier un film, surtout lorsque vous travaillez sur un gros budget […] Mais j’ai arrêté de storyboarder mes séquences. C’est une perte de temps. J’ai appris à conserver la spontanéité du moment ». L’une des seules exceptions reste la scène du marchand de glace dans Assaut : Carpenter en a dessiné lui-même tous les plans en amont du tournage. Concernant les répétitions avec les acteurs, le cinéaste y consacre tout au plus deux semaines.
Carpenter apprécie de travailler en studio, car tout peut y être contrôlé. Cependant, il estime que les tournages en extérieur « apportent quelque chose d’autre au jeu des acteurs » et aux scènes. Carpenter a réalisé la plupart de ses films en décors naturels. Assaut, Christine, Prince des ténèbres et Invasion Los Angeles ont été tournés presque exclusivement dans la ville de Los Angeles et dans sa proche banlieue. Vampires a été tourné au Nouveau-Mexique et L’Antre de la folie dans la région de l’Ontario, au Canada. Pour The Thing, une partie des séquences a été réalisée en studio tandis que d’autres ont été tournées en Colombie-Britannique.

#### Polyvalence
Tout au long de sa carrière, John Carpenter s’est battu pour obtenir le contrôle artistique de ses films, le fameux final cut. Cela a été rendu possible grâce à sa collaboration avec le cinéma indépendant, qui accorde généralement une certaine liberté aux réalisateurs étant donné que les budgets alloués sont nettement plus faibles que ceux accordés par les grandes sociétés de production.
Ce désir de contrôle induit que, sur le plan créatif, John Carpenter est un réalisateur « touche-à-tout ». Il a cumulé les fonctions les plus importantes sur quasiment tous ses films : metteur en scène, scénariste, acteur, compositeur et producteur. Sur Assaut, il a même assuré le montage. The Ward reste le seul film sur lequel Carpenter n’a pas officié à un autre poste que celui de réalisateur.

### Technique

#### Image
Visuellement, les films de John Carpenter se caractérisent par un éclairage et une photographie minimalistes, des travellings lents et des caméras statiques. À partir d’Assaut, il a tourné tous ses longs-métrages en 2,35:1, soit le format le plus large disponible.

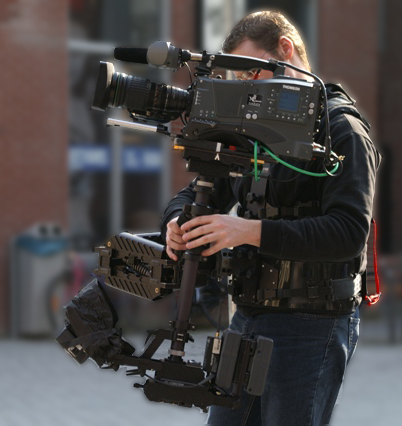
La première scène d’Halloween a été tournée intégralement avec le steadicam.

John Carpenter est reconnu pour sa grande maîtrise technique, qui lui permet d’installer et de faire monter la tension chez le spectateur. Souvent, il parvient à créer cette tension en jouant sur les anticipations. Par exemple, lorsqu’il filme une pièce vide, il provoque un sentiment d’appréhension, car au cinéma le vide n’est pas naturel et renvoie à une situation anormale. Dans The Thing, la station scientifique, vide, est filmée plusieurs fois à travers de longs plans fixes, conduisant le spectateur à anticiper que quelque chose va se produire. Dans Halloween, Fog et L’Antre de la folie, le même genre de plan est utilisé pour filmer les villes désertes.
Carpenter pose ce sentiment de tension dès le début de ses films ; ensuite, il ne cesse de le développer, jusqu’à lui faire atteindre son paroxysme dans la séquence finale, qui est souvent le théâtre de l’affrontement entre le personnage principal et l’antagoniste de l’histoire : Laurie Strode et Michael Myers dans Halloween, la population d’Antonio Bay et les fantômes dans Fog, MacReady et la « Chose » dans The Thing. Carpenter joue beaucoup avec les mouvements de caméra, les cadrages et l’utilisation de la bande sonore, ce qui est le cas en particulier dans Halloween où le tueur ne cesse d’apparaître dans chaque coin de l’image, à l’arrière et à l’avant-plan.
Habitué aux plans fixes, Carpenter est aussi un amateur des tournages en plan-séquence. Il utilise ce procédé dans deux films en particulier : Halloween et New York 1997. Dans le premier, la scène d’ouverture, qui adopte le point de vue du tueur, est un long plan (en fait, il s’agit de deux plans qui ont été raccordés a posteriori) tourné entièrement en caméra subjective, avec le steadicam. Dans le second, l’une des séquences initiales, celle où Snake Plissken est escorté par les policiers à l’intérieur du pénitencier, est également tournée en plan-séquence.
L’une des techniques incontournables utilisées par Carpenter est celle qu’il nomme la « cheap scare » (littéralement, la peur pas cher), qui consiste à faire apparaître un objet ou une personne de manière soudaine dans le champ pour effrayer le spectateur. Ce procédé de mise en scène, souvent intensifié avec la musique, est notamment employé dans Halloween, Fog, The Thing et Prince des ténèbres. Dans The Thing, par exemple, un chien bondit subitement sur le personnage de Clark alors que celui-ci s’approche du chenil où la « Chose » est en train de prendre forme. Le hors-champ et la suggestion figurent également parmi ses techniques récurrentes, comme dans Fog où la plupart des meurtres perpétrés par les fantômes sont invisibles pour le spectateur car dissimulés par la brume,.
Une autre constante dans l’œuvre « carpentérienne » est le cadre d’action des films, lesquels se déroulent généralement de nuit. Les scènes en voiture et en hélicoptère sont fréquentes, de même que la mise en scène de transformations corporelles et l’utilisation des effets visuels.

#### Musique

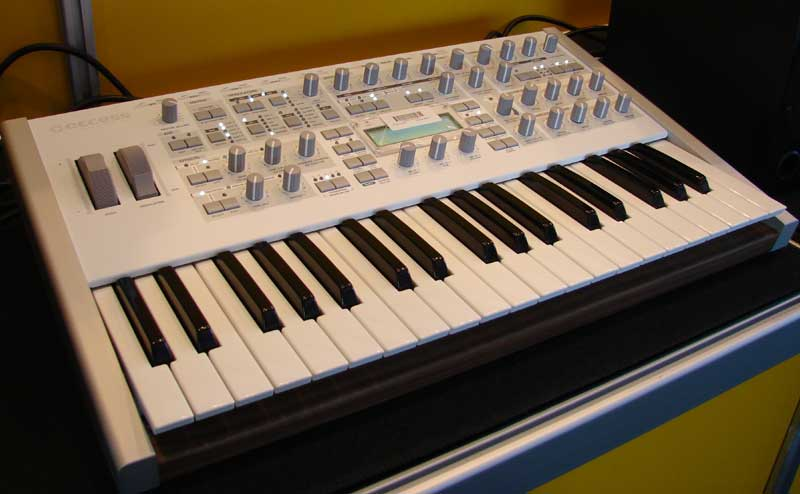
Le synthétiseur est l’instrument de prédilection de John Carpenter.

À l'exception de The Thing, Starman, Les Aventures d’un homme invisible et The Ward, John Carpenter a toujours composé la musique des films qu'il a réalisés. Parfois en collaboration avec Alan Howarth, Shirley Walker, Dave Davies ou Jim Lang. Selon le cinéaste, une fois qu’un film est monté, la musique constitue la « couche d’émotion pure » à ajouter. Aussi préfère-t-il composer lui-même la bande originale de ses longs-métrages, car, selon lui, il s’agit de « la forme d’expression artistique la plus directe ». Carpenter avoue cependant être incapable d’écrire la moindre note de musique, bien qu’il sache en jouer.
La musique est un élément incontournable des films de Carpenter. Elle a beaucoup contribué à sa notoriété et à l’ambiance horrifique de ses longs-métrages. Le succès d’Halloween, par exemple, est souvent attribué à sa bande originale. À ce propos, le cinéaste déclare : « Je crois que l'aspect répétitif et minimaliste de la mélodie a permis d'accroître la tension des images ».
Carpenter compose ses bandes originales en improvisant, il ne travaille jamais la musique avant que le film ne soit entièrement monté. Ses compositions sont reconnaissables à leurs thèmes simples et à leurs rythmiques minimalistes. John Carpenter définit ainsi son style musical comme de « l’anti John Williams », dont les thèmes sont bien plus lyriques et plus complexes.
Le cinéaste compose le plus souvent ses bandes originales au synthétiseur. Dans ses premiers films, notamment Assaut, Halloween et Fog, mais aussi dans Prince des ténèbres, John Carpenter a élaboré des thèmes répétitifs et facilement identifiables, exclusivement avec cet instrument, en y ajoutant des accompagnements au piano. Pour ses films d’action, comme New York 1997, Jack Burton et Vampires, il a composé une musique plus « westernienne » faisant appel à d’autres instruments, par exemple des guitares électriques. Dans Invasion Los Angeles, la séquence d’ouverture est accompagnée d’un blues typique des westerns, interprété à l’harmonica. Pour L’Antre de la folie, Carpenter a de nouveau composé une bande originale aux accents rock, à l’aide de guitares électriques, alors que pour Ghosts of Mars il a composé une musique inspirée du heavy metal.
Au début de sa carrière, John Carpenter a composé ses bandes originales sur des synthétiseurs primitifs. À partir de 1985, lors de la production de Jack Burton, il a eu à sa disposition un matériel plus moderne qui lui a permis de signer des partitions plus élaborées. Parfois, avant de composer, Carpenter cherche l’inspiration en écoutant des bandes originales de films. Il cite Bernard Herrmann et Ennio Morricone comme ses deux plus grandes influences : « L’habileté d’Herrmann à créer un score imposant et puissant avec un orchestre limité et en utilisant le son d’un instrument en particulier, est impressionnante ».

#### Effets spéciaux

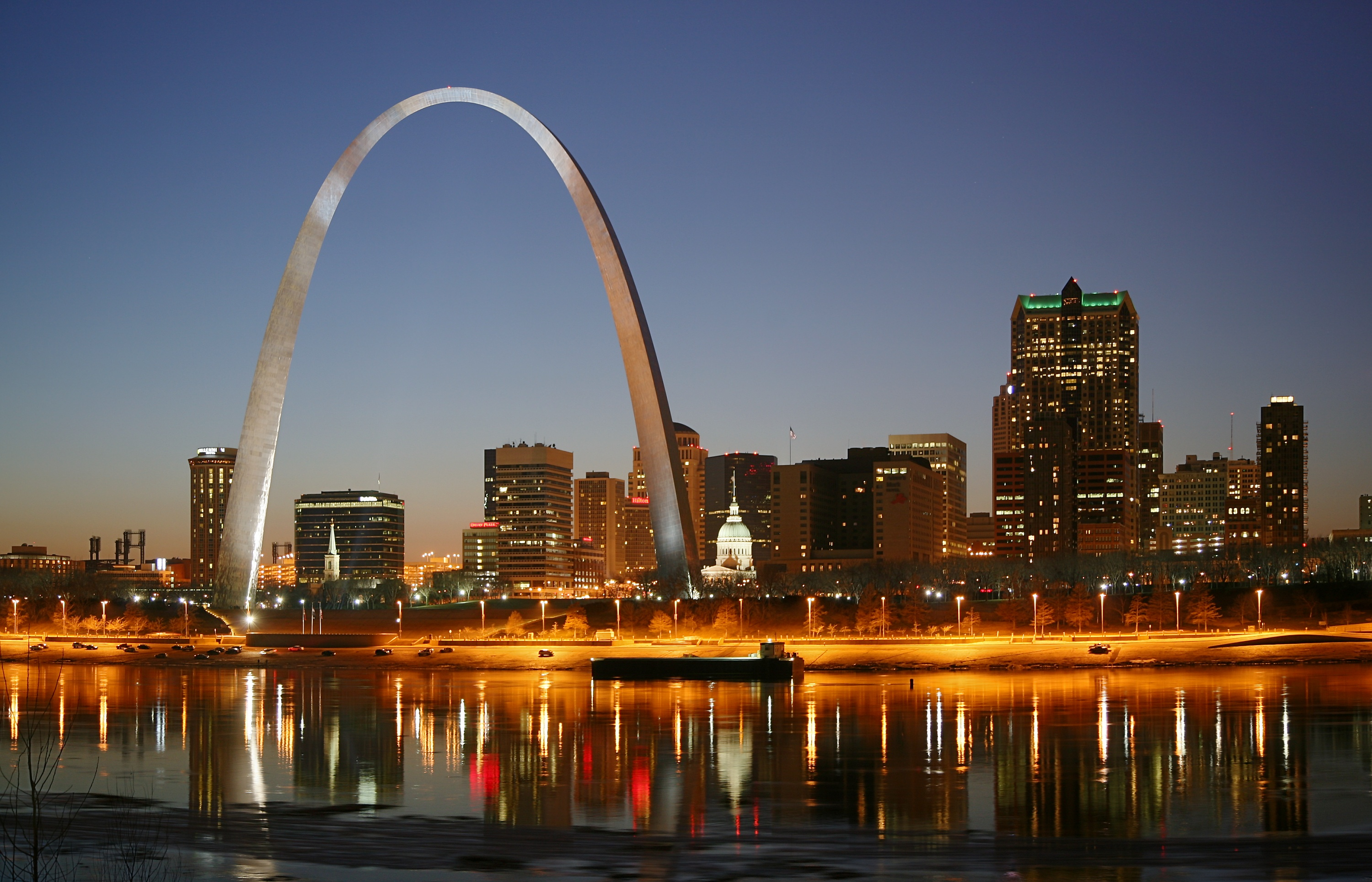
La majorité des scènes de New York 1997 a été tournée dans la ville de Saint-Louis, dans le Missouri.

La filmographie de John Carpenter est marquée par un usage intensif des effets visuels. Le cinéaste avoue qu’il en est friand, car « ils rendent le film plus effrayant, lui donnent un aspect étrange ».
En raison de ses maigres budgets, Carpenter a souvent confectionné ses effets spéciaux de manière artisanale, sans faire appel à des sociétés spécialisées. À titre d’exemple, dans Fog, certaines séquences mettant en scène le brouillard ont été réalisées en superposant un plan où de la fumée a été projetée avec un autre plan montrant la ville seule : il s’agit d’une surimpression. Dans Dark Star, le vaisseau spatial a été incrusté sur un fond étoilé grâce à une technique voisine, le cache/contre-cache. Dans New York 1997, Carpenter parvient à donner l’illusion que l’action se déroule effectivement à New York (le tournage a en fait eu lieu principalement dans la ville de Saint-Louis) grâce à l’utilisation de maquettes et de peintures de verre.
Dans The Thing, Rob Bottin et son équipe ont œuvré sur les effets spéciaux les plus élaborés de la carrière de John Carpenter. Pour illustrer les transformations de la Chose, Bottin a utilisé du maquillage à base de mousse de latex, de silicone ou encore de produits alimentaires ; il l’a ensuite animée en combinant des techniques simples (animation image par image, utilisation de fils invisibles et de marionnettes) avec des techniques plus sophistiquées (recours à des micro-mécanismes). Le budget effets spéciaux de The Thing a dépassé finalement 1,5 million de dollars.
Lorsque les grands studios hollywoodiens ont produit ses films, comme Starman ou Los Angeles 2013, Carpenter a pu collaborer avec des compagnies renommée dans le milieu, comme ILM, Boss films et Buena Vista Special Effects. Sur Les Aventures d’un homme invisible, ILM a été chargée d’élaborer les effets numériques, que Carpenter utilisait pour la première fois.

#### Signes distinctifs
Plusieurs éléments récurrents rendent identifiables les films de John Carpenter. Pour commencer, ils utilisent tous le titre possessif. Par exemple : « John Carpenter’s Christine », que l’on peut traduire en français par « Christine, de John Carpenter ». Les producteurs indépendants autorisent les réalisateurs à utiliser ces titres afin de mettre en évidence leur implication dans le processus créatif du film. Même pour ses longs-métrages produits par les grands studios, comme Starman, Jack Burton ou Los Angeles 2013, Carpenter a pu employer le titre possessif. Les Aventures d’un homme invisible demeure la seule exception.
Habituellement, Carpenter ouvre ses films sur un générique avec en musique de fond le thème principal. L’utilisation de pseudonyme dans ces génériques est une constante dans son œuvre. En effet, ne désirant pas voir son nom apparaître plusieurs fois par crainte que cela ne trahisse le budget modeste du film (dans le cinéma indépendant, les réalisateurs cumulent souvent plusieurs fonctions), Carpenter préfère apparaître sous des noms d’emprunt. Dans Assaut, il est crédité au poste de monteur sous le pseudonyme de John T. Chance, en hommage à Rio Bravo, alors que dans Invasion Los Angeles, il apparaît au poste de scénariste sous le pseudonyme de Frank Armitage, qui est le nom de l’un des héros du romancier H. P. Lovecraft. Le scénario de Prince des ténèbres est signé Martin Quatermass, qui est une référence au physicien fictif créé par le scénariste Nigel Kneale. Enfin, dans Les Aventures d’un homme invisible et Le Village des damnés, John Carpenter est crédité en tant qu’acteur sous le nom de Rip Haight.
Outre son rôle de metteur en scène, de scénariste, de monteur et de compositeur, Carpenter a aussi fait de nombreuses apparitions dans ses films, sous la forme de caméos. Ils n’ont cependant jamais été crédités, sauf dans Les Aventures d’un homme invisible et dans Le Village des damnés. Dans Halloween, le cinéaste prête sa voix à Paul, le petit ami du personnage interprété par Nancy Kyes avec lequel elle s’entretient au téléphone. Dans Fog, il s’autorise une brève apparition au début du film, dans le rôle de Benett. De manière récurrente, on peut l’apercevoir sous les traits d’un pilote d’hélicoptère, alors que dans Assaut, il interprète l’un des nombreux assaillants tués en essayant d’entrer dans le commissariat.

### Thèmes abordés

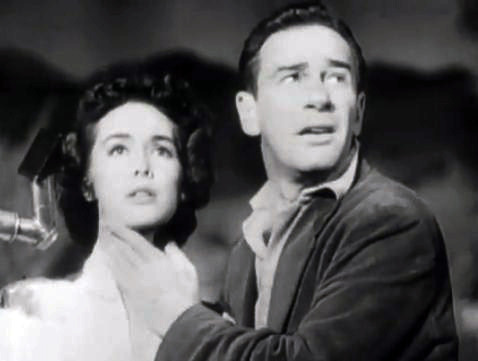
Barbara Rush et Richard Carlson dans Le Météore de la nuit.

John Carpenter a nourri très tôt l’espoir de devenir metteur en scène. Il confie avoir été très influencé par ses parents, et surtout par sa mère qui lui a transmis son goût pour l’imaginaire. Carpenter avait quatre ans quand il a découvert Le Météore de la nuit, une œuvre qui a marqué son envie de réaliser des films d'horreur : « Au moment où le météore a semblé jaillir de l’écran en explosant, j’ai eu l’impression d’être frappé par une boule de feu, et ça m’a terrifié. […] C’est de là qu’est certainement né mon désir de faire peur aux gens ».
Carpenter a grandi dans la petite commune de Bowling Green. N’étant pas originaire de la ville, il se considérait comme un étranger, un « contemplateur » qui passait son temps à observer les habitants et leurs comportements. Au fil du temps, Carpenter a développé des tendances voyeuristes, puis il a ainsi réalisé des films où les personnages se retrouvent prisonniers dans un espace clos, ce qui est propice à l’observation. L’un de ses thèmes de prédilection est donc l’enfermement. La peur, la paranoïa et l’invasion extra-terrestre figurent également parmi ses thèmes récurrents, de même que la critique du capitalisme et des pouvoirs politiques et religieux.

#### Peur et paranoïa
Dans ses films, John Carpenter n’accorde aucun moment de répit à ses personnages. Ceux-ci sont en butte aux situations les plus extrêmes et aux antagonistes les plus vils et les plus dangereux. La plupart du temps, ces antagonistes sont une incarnation abstraite du « Mal », représentés par des ombres ou des entités dépersonnalisées, auxquelles Carpenter confère une dimension surnaturelle. Par exemple, dans Assaut, la bande organisée semble invincible car dès que des bandits sont tués, d’autres apparaissent pour assaillir le commissariat. Dans Halloween, Michael Myers est insensible à la douleur, il se relève à chaque fois que Laurie Strode pense l’avoir tué. Dans The Thing, Prince des ténèbres, L’Antre de la folie et Vampires, les protagonistes font face à des aliens ou à des entités dotés d’une force surhumaine.
En refusant de personnifier le Mal, Carpenter joue sur la peur de l’inconnu. En outre, il renforce d’autant plus l’aspect angoissant de son œuvre qu’il ne justifie pas les actes de ces antagonistes. Dans Christine, il n’explique jamais pourquoi la voiture est mue par des instincts meurtriers, pas plus qu’il n’explique les agissements des criminels dans Assaut ou ceux du tueur dans Halloween.
La peur des protagonistes engendre souvent un sentiment de paranoïa. Dans The Thing, les membres de la base scientifique assistent aux premières transformations de la Chose, et ils comprennent alors qu’elle peut infecter n’importe qui. Ils se suspectent les uns les autres, si bien qu’ils deviennent paranoïaques. Ce sentiment est partagé par le spectateur car son référent, le personnage principal de l’histoire, MacReady, se retrouve lui-même suspecté d’être la Chose. Au début d’Halloween, Laurie Strode voit le tueur apparaître et disparaître sans arrêt, au point d’avoir des doutes sur ce qu’elle aperçoit réellement. Dans L’Antre de la folie, John Trent vit une situation semblable : il ne croit pas ce qu’il voit, il refuse d’accepter la réalité dans laquelle il vit, et il en devient fou.

#### Enfermement

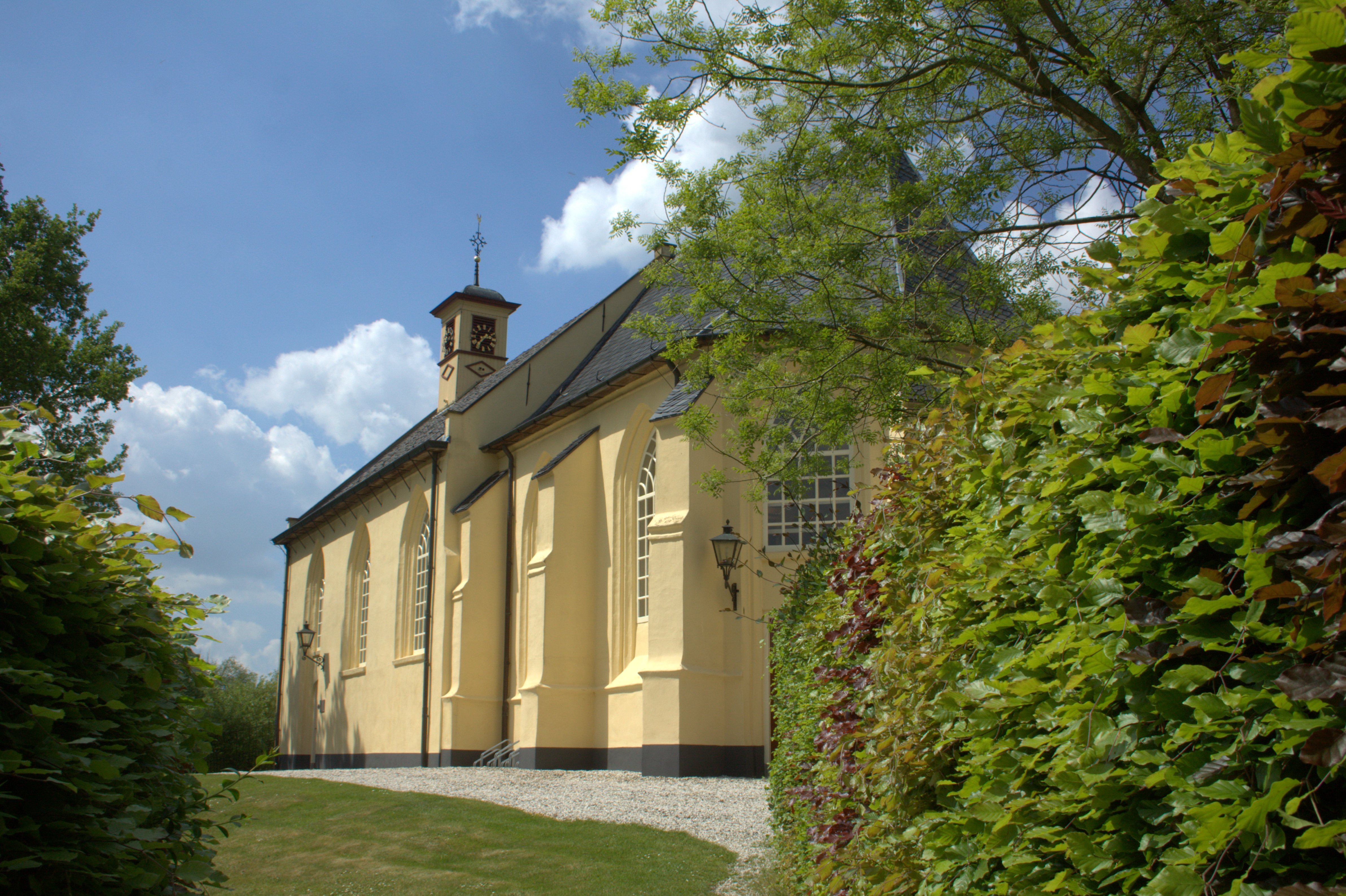
Dans Fog et Prince des ténèbres, les protagonistes sont assaillis à l’intérieur d’une église.

L’œuvre de John Carpenter est caractérisée par une gestion rigoureuse de l’espace. Dans la plupart de ses films, le cadre d’action est réduit, étant limité à un lieu unique comme une ville, une maison ou une église. Assaut, New York 1997, The Thing, Prince des ténèbres et Los Angeles 2013 sont autant de huis clos où les personnages se retrouvent piégés dans un lieu cloisonné, sans la possibilité d’en sortir. Carpenter aime utiliser ce procédé afin de révéler la nature profonde des personnages, lesquels n’ont d’autres choix que de se défendre pour survivre. C’est également, pour lui, un moyen de les observer et d’analyser leur comportement, de la même manière qu’il observait les habitants de la ville de Bowling Green quand il était jeune.
Carpenter a l’habitude de resserrer progressivement l’étau sur ses protagonistes. Dans Halloween, par exemple, Laurie Strode est d’abord traquée par le tueur en pleine ville. Elle est ensuite assiégée dans une maison, puis dans un placard. Dans Fog, le groupe essayant d’échapper au brouillard se résout, au départ, à quitter la ville, puis il se rend dans une église et termine assailli dans une petite pièce. Ce rétrécissement de l’espace donne à penser que les personnages ne peuvent fuir et que la confrontation avec l’antagoniste est inévitable,.
Tout au long de sa carrière, le cinéaste a exploré différentes formes d’enfermement. Dans ses premiers films, les personnages sont piégés dans un espace géographique. Ensuite, dans The Thing, ils se retrouvent prisonniers de leur propre corps. Enfin, dans L’Antre de la folie, l’enfermement devient cérébral. Carpenter a dépeint cette évolution de manière volontaire, afin d’évoquer l’enfermement d’un point de vue métaphorique. Pour lui, il y a des tas de façons de se sentir prisonnier, comme prisonnier de ses émotions. C’est une sensation que Carpenter a éprouvée durant sa jeunesse, et qu’il a décidé de transposer à l’écran.

#### Personnage de l’anti-héros

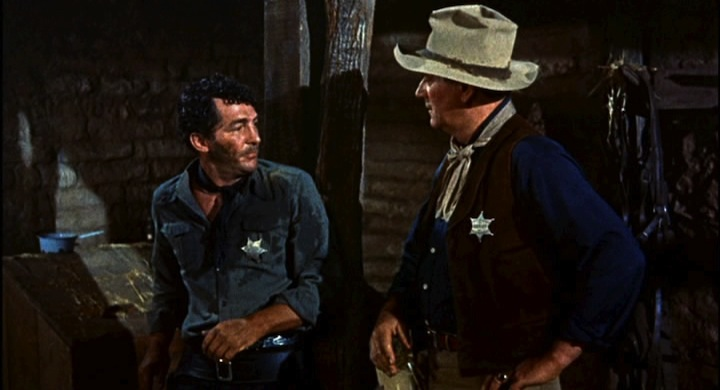
Les héros des films de Carpenter sont semblables au personnage de Dude interprété par Dean Martin dans Rio Bravo.

Passionné par les westerns, John Carpenter a réalisé des films qui font de nombreux clins d’œil au genre. Il reconnaît les liens de parenté entre son œuvre et celle de Howard Hawks, en particulier en ce qui concerne le personnage du héros. Le héros carpentérien est en effet proche du héros « hawksien » : il s’agit de quelqu’un qui n’accorde pas sa confiance aux autres, et qui n’agit pas dans le but d’obtenir une reconnaissance.
Les personnages de Carpenter font figure d’anti-héros. Ce sont des hommes au passé mystérieux, cyniques, solitaires, désabusés et nihilistes ; ils sont souvent contraints de verser le sang pour survivre. Napoleon Wilson dans Assaut ou Snake Plissken dans New York 1997 et sa suite sont typiquement des héros carpentériens, comme John Nada (dont le nom est évocateur puisque nada signifie « rien », en espagnol) dans Invasion Los Angeles, Jack Crow dans Vampires et, dans une moindre mesure, MacReady dans The Thing et John Trent L’Antre de la folie. La plupart sont des individualistes qui ont depuis longtemps rompu avec la société, des sociopathes qui ne sont intéressés que par leur propre sort. John Carpenter définit ainsi Snake Plissken comme quelqu’un qui « se fiche de tuer, de secourir des gens. Il est terriblement mauvais, terriblement innocent. Rien ne peut le changer, c’est un incorruptible. Tout ce qu’il désire c’est vivre soixante secondes de plus ».
Chez Carpenter, le héros, comme tout protagoniste, se définit par ses actions. Il n’est pas nécessairement quelqu’un de bien, une personne qui véhicule des valeurs positives. Selon sa définition, il s’agit d’un « personnage qui n’a qu’un seul objectif. […] Même si c’est un meurtrier ou qu’il n’a aucun modèle de droiture, il n’en demeure pas moins un héros ».

#### Invasion extra-terrestre
Chez Carpenter, la menace a parfois des origines extra-terrestres. L’idée selon laquelle « ils » sont parmi nous, et qu’ils cherchent à nous envahir, est une constante dans son œuvre. Dans The Thing, il s’agit d’un virus extra-terrestre qui prend l’apparence des humains et imite leur comportement, alors que dans Invasion Los Angeles (dont le titre original, They Live, signifie littéralement « ils vivent ») et Le Village des damnés, il s’agit d’une invasion physique,.
Carpenter utilise ces formes de vie extra-terrestres pour représenter certains traits de caractère propres aux humains, comme l’avarice et la cupidité. Par exemple, dans The Thing, la Chose incarne une sorte de vice qui infecte les membres de la base scientifique et leur fait perdre leur humanité. Dans Invasion Los Angeles, des aliens à l’apparence humaine ont investi les pouvoirs politiques et économiques afin d’asservir la population et de piller les ressources de la Terre, ce qui est une analogie avec le libéralisme institué par Ronald Reagan et avec la course au profit dans laquelle s’est lancée l’Amérique dans les années 1980.

#### Discours
À travers son œuvre, John Carpenter critique ouvertement le capitalisme, les États-Unis et leurs dirigeants. Invasion Los Angeles est probablement le film le plus engagé de sa carrière, et le plus représentatif de son discours. L’Amérique y est montrée comme un pays profondément inégalitaire, où la classe ouvrière est délaissée et méprisée. La société est dominée par une élite que le réalisateur assimile à des extra-terrestres. Ces derniers occupent les postes stratégiques (journalistes, forces de police, hommes politiques), utilisant les médias et la publicité pour diffuser des messages incitant à l’apathie et au consumérisme,. Carpenter a dressé ce portrait des États-Unis pour exprimer sa colère et son indignation vis-à-vis du capitalisme et du pouvoir politique américain : « J’en avais marre qu’on me répète qu’être un consommateur n’a que des avantages. On ne produit plus rien aux États-Unis. On ne fait que consommer et manger dans l’assiette d’autrui. On achète des choses, on accumule des choses, on jette l’argent par les fenêtres, mais on ne fait plus rien de bien ».
Dans New York 1997, Carpenter décrit les États-Unis comme un pays totalitaire dont les dirigeants sont corrompus. Dans sa suite, Los Angeles 2013, le président a aboli les libertés individuelles et fait du pays un état fasciste, si bien que la « ville-prison » de Los Angeles, où sont envoyés les condamnés, s’apparente à la seule véritable terre de liberté. Le cinéaste entend ainsi dénoncer son pays qui « abandonne la liberté au profit de l’ordre »,. Avec Vampires, Carpenter critique une autre forme de pouvoir : le pouvoir religieux. Dans le film, les curés sont effectivement dépeints comme des personnes lâches et hypocrites, ou comme des souffre-douleurs.

### Collaborateurs

#### À l’écran

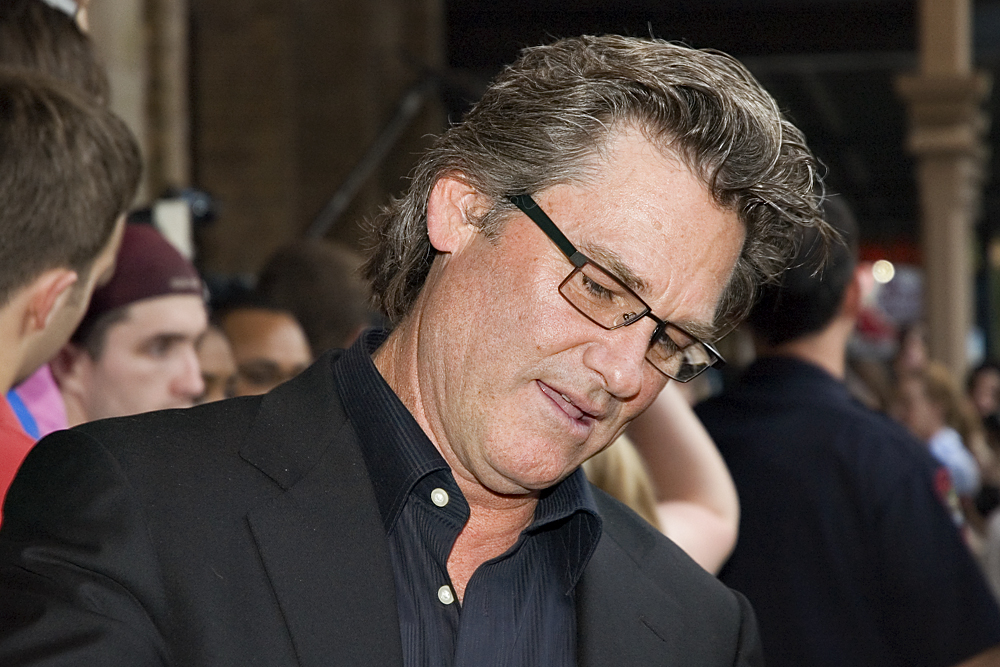
Kurt Russell, acteur récurrent dans la filmographie de Carpenter.

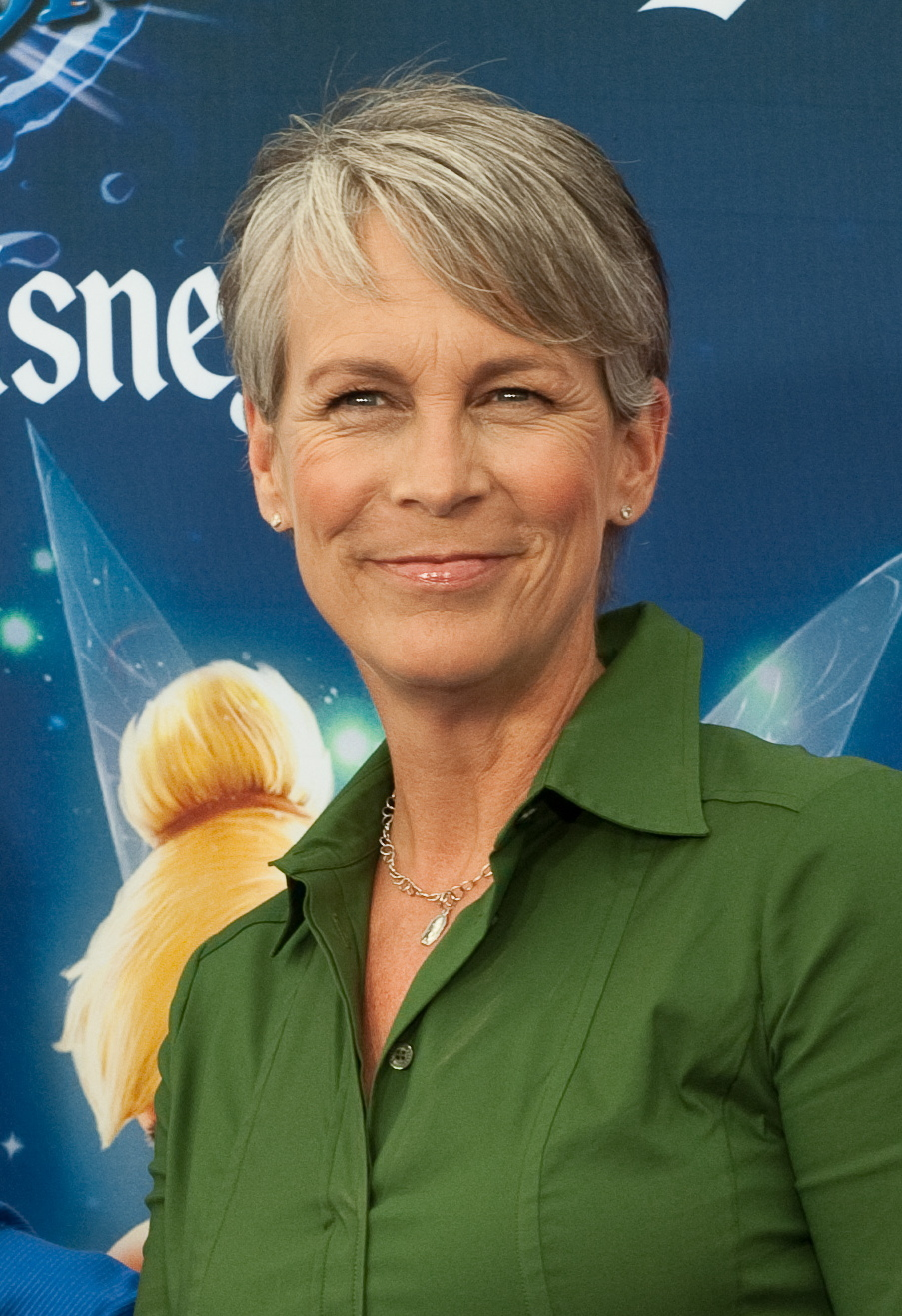
Jamie Lee Curtis a tourné à quatre reprises sous la direction de John Carpenter.

Kurt Russell est l’acteur fétiche de John Carpenter. Ils se sont rencontrés durant la pré-production du téléfilm Le Roman d’Elvis, et ont tout de suite sympathisé. Le cinéaste raconte : « Nous aimions tous les deux Elvis, et nous partagions les mêmes idées à son sujet. Ses capacités d’acteur, son expérience, ce qu’il a apporté au film, tout cela nous a liés pour de bon. Son entrain au travail, sa bonne humeur, sa vision de la vie font de lui quelqu’un de vraiment formidable ». Russell a ensuite tenu le rôle principal dans quatre longs métrages de Carpenter : New York 1997, The Thing, Les Aventures de Jack Burton et Los Angeles 2013.
Jusqu’à sa mort, Donald Pleasence a également été un ami proche du réalisateur. Il a joué le premier rôle dans deux de ses films, Halloween et Prince des ténèbres, et un second rôle dans New York 1997. Parmi ses collaborateurs réguliers, Carpenter compte aussi Charles Cyphers, qu’il a dirigé à six reprises dont deux fois dans un téléfilm, Jamie Lee Curtis (quatre films), Adrienne Barbeau (trois films et un téléfilm) et Nancy Kyes (trois films). Deux apparitions de Curtis, dans New York 1997 et Los Angeles 2013, et une de Barbeau, dans The Thing, ont consisté en des caméos. Peter Jason est l’acteur qui a le plus collaboré avec le cinéaste, dans des rôles toutefois secondaires. Il est apparu dans sept réalisations de Carpenter, dont un téléfilm.

#### Derrière la caméra
Carpenter déclare que, si cela ne tenait qu’à lui, il s’occuperait de tout sur ses films. De fait, il fait en sorte de s’entourer de gens en qui il a confiance, comme ses amis. Carpenter a fréquenté Debra Hill à la fin des années 1970, et ils ont écrit ensemble les scénarios d’Halloween, de Fog et de Los Angeles 2013, où Hill a également officié en tant que productrice. Tommy Lee Wallace, l’ami d’enfance de Carpenter, a monté Halloween, Fog, et a été directeur artistique sur Dark Star et Assaut. Réalisateur de seconde équipe sur Les Aventures de Jack Burton, Wallace a aussi mis en scène un film de la franchise Halloween, Halloween 3, et Vampires 2. De son côté, Nick Castle, que Carpenter a rencontré pendant ses études à l’USC, a co-écrit les scénarios de The Resurrection of Broncho Billy et de New York 1997. Dans Halloween, il joue également le rôle de Michael Myers, étant crédité en tant que « The Shape » (« La silhouette ») au générique. Enfin, Sandy King, la femme de Carpenter, a produit chacun de ses longs métrages à partir d’Invasion Los Angeles, à l’exception de The Ward.
Tout au long de sa carrière, Carpenter a privilégié les relations à long terme avec ses partenaires. Larry J. Franco a ainsi produit tous ses films de New York 1997 à Invasion Los Angeles, officiant également en tant que réalisateur de seconde équipe. Dans ce dernier film et dans The Thing, il a même effectué un caméo. Sur la même période, Alan Howarth a secondé Carpenter au poste de compositeur, sauf sur The Thing et Starman, dont les bandes originales ont été composées respectivement par Ennio Morricone et Jack Nitzsche. Dean Cundey, lui, a été le directeur de la photographie attitré de John Carpenter, jusqu’à Jack Burton. Ensuite, à partir de Prince des ténèbres, il a été remplacé par Garry B. Kibbe.
John Carpenter a régulièrement collaboré avec des personnalités du monde de la musique, étant lui-même le fils d’un professeur ayant enseigné la discipline. Dans New York 1997, il a dirigé le chanteur de soul Isaac Hayes, qui interprète le rôle du Duc. Dans Prince des ténèbres, Alice Cooper joue le leader du groupe de clochards zombies, alors que dans Ghosts of Mars, le rappeur Ice Cube campe l’un des rôles principaux. Carpenter a d’ailleurs composé la musique du film en collaboration avec de nombreux artistes dont la spécialité est le rock ou le heavy metal, comme Anthrax, Buckethead, Steve Vai et Eliott Easton.

### Influences

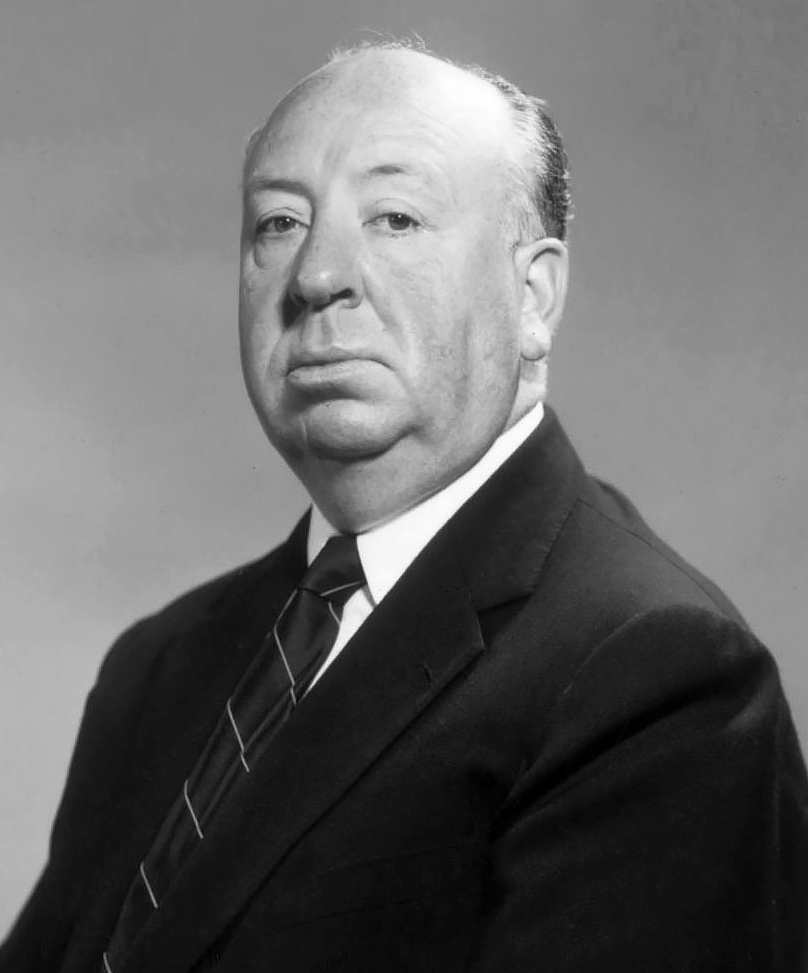
Alfred Hitchcock compte parmi les réalisateurs qui ont influencé Carpenter.

Le cinéma des années 1950, les westerns et les films de science-fiction ont eu un impact déterminant sur l’œuvre de John Carpenter. Sa plus grande source d’inspiration reste les films de Howard Hawks, en particulier Rio Bravo, La Rivière rouge, Le Grand Sommeil et Seuls les anges ont des ailes, la moitié étant des westerns. Carpenter aime également ceux de John Ford et d’Anthony Mann, mais il précise qu’il s’identifie avant tout au style de Hawks, qui, selon lui, a « montré l’Amérique moderne, pas l’Amérique des immigrants comme l’ont fait Alfred Hitchcock ou John Ford. Le travail de John Ford parle de la famille, de l’implantation des Irlandais dans le pays. Les femmes sont toujours mères ou épouses. Les hommes sont toujours des patriotes et toujours présents dans un but précis. Les films de Hawks sont complètement différents ».
Howard Hawks a beaucoup influencé Carpenter par rapport au traitement qu’il réserve à ses personnages, lesquels sont souvent dépeints comme des anti-héros, et par rapport à la manière dont il gère l’espace et le temps. Les films de Hawks sont en effet une déclinaison de huis clos dont les histoires se déroulent dans un court intervalle de temps, comme ceux de Carpenter : « Hawks avait l’habitude de faire des films qui se déroulent dans les lieux confinés, durant un laps de temps donné. J’ai toujours été très impressionné par ce genre de films ».
Avec son second long-métrage, Assaut, le cinéaste a livré un véritable hommage à Hawks et à son film, Rio Bravo, dont il a repris le scénario. Carpenter en a signé le montage sous le pseudonyme de John T. Chance, qui est le nom du personnage incarné par John Wayne dans le film de Hawks. Il a transposé l’action dans les années 1970, en milieu urbain, et rempli son film de nombreux moments « hawksiens », comme la scène de séduction entre le personnage de Leigh et celui de Napoleon Wilson, où ce dernier lui demande d’allumer sa cigarette. D’autre part, Wilson, qui a été condamné pour meurtre, présente les caractéristiques typiques du mâle hawksien : il est intelligent, courageux et moralement ambigu, à l’instar de Dude dans Rio Bravo.

« Hawks a toujours eu une grande influence sur mon travail. J’apprécie John Ford, mais je n’aime pas son sentimentalisme, son romantisme ni son respect pour les valeurs morales. Les films de Hawks sont plus ambigus. »

— John Carpenter
D’autres réalisateurs ont inspiré John Carpenter, notamment Alfred Hitchcock. Si Carpenter avoue ne pas apprécier son style « glacial », celui-ci ne l’en a pas moins influencé. Ainsi, dans Meurtre au 43e étage, le zoom effectué sur le cadeau reçu par la protagoniste au début du téléfilm rappelle le travelling compensé employé dans Sueurs froides, alors que l’histoire s’inspire de celle de Fenêtre sur cour, à la différence qu’elle est racontée du point de vue de la personne observée, et non du voyeur. Halloween, aussi, a subi l’influence d’Hitchcock, notamment de Psychose. Le scénario des deux films tourne effectivement autour d’un tueur masqué assassinant ses victimes à l’arme blanche. En outre, dans Halloween, le personnage interprété par Donald Pleasence, Samuel Loomis, porte le même nom que le compagnon de Marion Crane dans Psychose. Janet Leigh, qui incarne Marion Crane, est la mère de Jamie Lee Curtis, celle-jouant le rôle principal dans le film de Carpenter.
Dans Dark Star, Carpenter a parodié deux des films les plus connus de Stanley Kubrick : 2001, l'Odyssée de l'espace et Docteur Folamour. Il a notamment repris l’idée de 2001 et de sa bombe parlante qui refuse d’obéir aux ordres des humains, et qui se livre à des réflexions philosophiques.
John Carpenter reconnaît également avoir été influencé par le réalisateur de film de science-fiction Roger Corman, le scénariste Nigel Kneale, la série télévisée La Quatrième Dimension et la littérature fantastique, en particulier les écrits de H. P. Lovecraft, Stephen King et Edgar Poe,. Dans Fog, dès l’ouverture du film, le cinéaste fait d’ailleurs un clin d’œil à ce dernier avec cette citation, tirée de l’un de ses poèmes : « Tout ce que l’on voit ou donne l’impression d’être n’est-il qu’un rêve dans un rêve ? ». L’Antre de la folie est un hommage avoué à l’œuvre de Lovecraft, alors que le scénario de New York 1997 a des liens de parenté avec les romans de science-fiction d’Harry Harrison, comme Soleil vert et Planet of the Damned.

## Héritage
Au fil de ses quarante ans de carrière, John Carpenter s'est bâti une grande réputation en tant que cinéaste indépendant. Bien qu'il se soit essayé à de nombreux genres, il s’est principalement distingué en réalisant des films d'horreur et de science-fiction, y incluant un style très personnel. Mais cette reconnaissance fut longue à obtenir, surtout aux États-Unis. Carpenter le reconnaît avec ironie, expliquant par ailleurs : 

« Ce qui me rend marginal à Hollywood, c’est que je suis incapable de tourner des films destinés au grand public. »

Ainsi, si certains de ses films ont su captiver le public dès leur sortie en salles, d’autres n’ont en effet acquis leur renommée que bien plus tard, lors de leur commercialisation sur le marché de la vidéo.
Dès ses débuts en tant que cinéaste, Carpenter a dû faire face au scepticisme du public américain avec Dark Star. L’accueil réservé à Assaut ne fut pas plus chaleureux, alors que le film obtint un grand succès en Europe. Par la suite, Fog, New York 1997 et Halloween, surtout, ont réussi à séduire le public, avant que celui-ci se déchaîne contre The Thing et Jack Burton. Entre-temps, Starman avait été le plus grand succès critique du réalisateur, alors qu’il s’agit de son film le moins personnel. Ensuite, à partir de la fin des années 1980, la cote de Carpenter a fortement décliné aux États-Unis.
Alain Pelosato, auteur de nombreuses études sur le cinéma fantastique, parle d’un réalisateur « sous-estimé car il s’est cantonné dans le cinéma fantastique. Mais il est celui qui l’a le plus renouvelé, modernisé. ». Il ajoute : « Formidable fantastiqueur, il sait utiliser toutes les ressources du cinéma pour tenir en haleine le spectateur. »
Carpenter a toujours été très populaire en Europe, notamment en France, en Allemagne et en Grande-Bretagne. En Espagne aussi, il jouit d’une solide réputation, faisant partie de ce que le pays a coutume d’appeler le clan des « 3 C » de la terreur, avec David Cronenberg et Wes Craven.

### Reconnaissance tardive

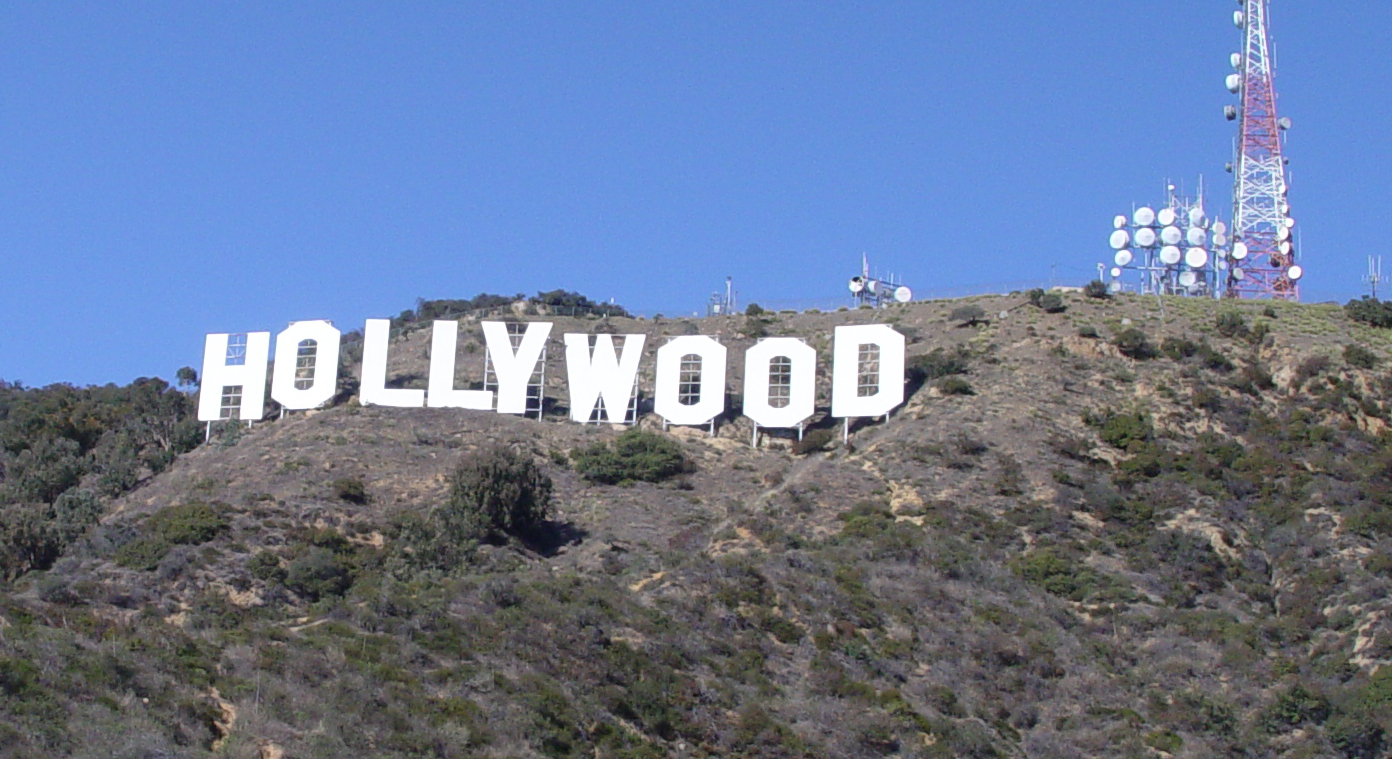
La méthode de travail de Carpenter n’a jamais coïncidé avec la politique d’Hollywood.

Certains films de Carpenter ont été réprouvés par la critique et les spectateurs lors de leur sortie en salles, ce qui est le cas notamment de Assaut, The Thing et Les Aventures de Jack Burton dans les griffes du Mandarin. Par la suite, ils ont bénéficié d'un nouvel intérêt lors de leurs sorties en VHS puis en DVD, trouvant leur public des années après leur exploitation en salles. Fog et Invasion Los Angeles figurent également parmi les films du cinéaste qui sont devenus des « classiques » longtemps après leur sortie.
La réévaluation de ces longs-métrages sur des sites recensant des critiques en provenance d’internautes ou de journalistes témoigne de cette reconnaissance tardive. Sur le site anglophone Rotten Tomatoes, par exemple, Dark Star recueille désormais 79 % de critiques favorables, tout comme The Thing, le « Tomatometer » culminant à 97 % pour Assaut, à 82 % pour Les Aventures de Jack Burton dans les griffes du Mandarin et à 89 % pour Invasion Los Angeles.
Cependant, ce regain d’intérêt a surtout concerné The Thing, à tel point que le film a fini par développer un véritable culte. Largement sous-estimé lors de sa sortie en salles, il est désormais considéré par beaucoup comme l'un des plus grands films d'horreur jamais réalisés,, doublé du chef-d’œuvre de John Carpenter. Sur l’IMDb, il figure à la 146e place du top 250 des internautes, avec une moyenne de 8,1/10.
Sinon, dans sa revue de juillet 1999, le magazine Première a placé Assaut dans sa liste des « 50 classiques méconnus du cinéma ». En 1995, L’Antre de la folie est classé 10e meilleur film de l’année par les Cahiers du cinéma. En 2006, Halloween est choisi par la Bibliothèque du Congrès aux États-Unis pour figurer au National Film Registry en tant qu’œuvre « culturellement, historiquement ou esthétiquement importante ». Quant à Carpenter, il reçoit en 2010 le « Lifetime Achievement Award » décerné par le Freak Show Horror Film Festival.
D’autre part, plusieurs de ses films ont été réédités en DVD pour des éditions spéciales, agrémentées de nombreux bonus. Par exemple, des éditions collector ont été réservées à Halloween, New York 1997, Christine, The Thing, Assaut et Les Aventures de Jack Burton dans les griffes du Mandarin. Au Royaume-Uni, certains films sont sortis avec un commentaire audio de Carpenter et de ses collaborateurs (comme Roddy Piper dans Invasion Los Angeles ou Jeff Bridges dans Starman) mais ceux-ci ne sont toujours pas parus aux États-Unis.
Un grand nombre de réalisateurs ont aussi exprimé leur admiration vis-à-vis de l’œuvre de Carpenter, incluant James Cameron, Robert Rodriguez, Paul W. S. Anderson, Guillermo del Toro, James Wan, Paul Thomas Anderson, Jordan Peele et Quentin Tarantino.

### Influence

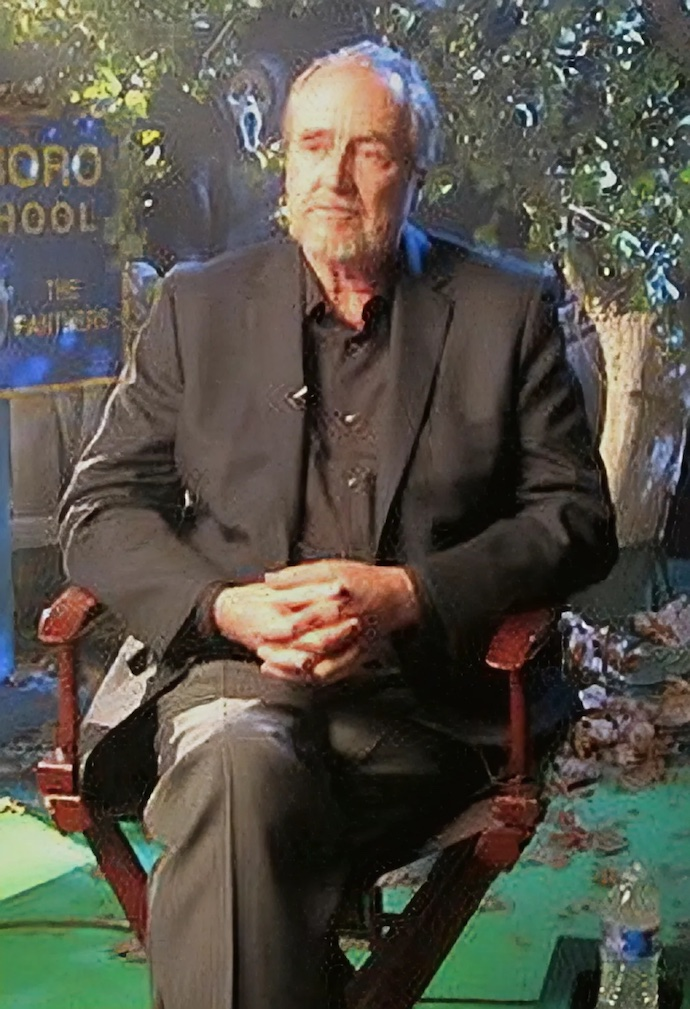
Dans Scream, Wes Craven multiplie les références à Halloween, dont il s'est largement inspiré.

John Carpenter est reconnu comme l'un des réalisateurs les plus accomplis et les plus influents de son époque. De par sa longue carrière et sa filmographie singulière, il s'est vu attribuer un certain nombre de surnoms, souvent en référence à son talent pour susciter l'angoisse. Parmi ses surnoms les plus fréquemment utilisés, on pourra citer le « Maître de l'Horreur », le « Prince des ténèbres » (d’après son film du même nom), « JC », ou encore « Big John », lequel est souvent employé par les inconditionnels de Carpenter,,, et parfois par les journalistes eux-mêmes.
Le cinéaste a mis en scène des longs-métrages qui ont eu un impact considérable sur le cinéma d'horreur. Halloween, par exemple, est considéré comme le précurseur du mouvement slasher, un sous-genre du film d'horreur. Sorti en 1978, il a ouvert la voix à de nombreuses suites ainsi qu’à plusieurs séries de films d'horreur à succès, comme Vendredi 13, Les Griffes de la nuit et Scream.
Scream, premier du nom, est d'ailleurs un film qui a fortement subi l'influence d'Halloween, le réalisateur Wes Craven y faisant de multiples références. Dès la scène d'ouverture, quand le tueur demande à son interlocutrice quel est son film d'horreur préféré, au téléphone, celle-ci répond en effet « Halloween ». Plus tard, entre autres références, la meilleure amie de la protagoniste avoue que l’histoire qu'elles vivent lui évoque un film de « Wes Carpenter », lequel est bien sûr un réalisateur fictif reprenant le patronyme de Carpenter et le prénom de Craven. À la fin, le personnage de Randy Meeks se sert de Halloween pour exposer les « règles » à suivre pour survivre dans un film d'horreur.
Plusieurs films de John Carpenter ont aussi fait l'objet d'adaptation littéraire ou vidéoludique. C'est le cas de New York 1997, qui a été adapté sous forme de roman, le personnage de Snake Plissken ayant par ailleurs inspiré le héros d’une saga de jeu vidéo : Metal Gear Solid. Quant à The Thing, il a donné naissance au jeu du même nom dont l'action se déroule directement après les évènements du film.
Depuis le milieu des années 2000, plusieurs longs-métrages de Carpenter sont également sujets à des remakes, en particulier ses films d'horreur. Chronic'art ironise sur cette tendance, en faisant référence à L'Invasion des profanateurs « (…) une intégrale bis qui serait la sienne mais dont il ne serait pas l'auteur, le body snatching en règle (…) ». En 2005, Rupert Wainwright met en scène une nouvelle version de Fog (produite par Carpenter), alors que la même année paraît Assaut sur le central 13, d'après Assaut, du français Jean-François Richet. En 2007, Rob Zombie réalise et produit un remake de La nuit des masques avec Halloween, auquel il donne une suite deux ans plus tard. Puis en 2011, The Thing sort en salles, se revendiquant comme une préquelle du film original. Les remakes de Invasion Los Angeles et New York 1997 sont aussi envisagés.
Par extension, on peut aussi évoquer l'affaire du plagiat de Lock Out, film sorti en 2012 et s'inspirant très fortement de New York 1997 : à part l'évolution technique et la transposition spatiale d'une île isolée à une station spatiale, sont reproduits le physique du héros et de très nombreuses péripéties, jusqu'à la prise d'otage. John Carpenter et Studio Canal, détenteurs des droits, ont porté plainte en 2014 pour contrefaçon contre EuropaCorp. Le plagiat est reconnu, EuropaCorp est condamné à l'amende en 2015, alourdie en appel en 2016,,.
Les parodies n'ont pas manqué non plus. Le film de Carpenter qui en a subi le plus est certainement Halloween, l'IMDb relevant près de quatre cents connexions entre le film et d'autres œuvres, notamment cinématographiques et télévisuelles. Le Village des damnés a quant à lui été parodié par Les Simpson, dans l'épisode Sbartacus présent dans la onzième saison, alors que Christine s’est vu parodié dans Scary Scream Movie.

## Activités en dehors du cinéma

### Musique
Fils d’un professeur de musique, John Carpenter a appris dès son enfance à jouer du violon et du piano. Adolescent, il a monté un groupe de folk puis un groupe de rock avec son ami Tommy Lee Wallace et d’autres camarades de lycée. Ensuite, toujours dans un esprit de récréation, tous deux ont fondé avec Nick Castle un autre groupe de rock, The Coupe de Villes. Le trio interprète une chanson figurant sur la bande originale de Halloween, ainsi que la chanson du générique de fin dans Les Aventures de Jack Burton dans les griffes du Mandarin (dans laquelle c'est Carpenter lui-même qui chante). En 1985, le groupe a publié confidentiellement un album intitulé Waiting Out The Eighties.
En 2015, John Carpenter sort son premier véritable album studio, intitulé Lost Themes. Malgré ce que pourrait laisser suggérer son nom, l'album n'est pas une compilation de morceaux « perdus » composés par Carpenter pour des bandes originales de film. Il s’agit bel et bien de titres originaux, composés exclusivement pour cet album avec l'aide de son fils Cody et de Daniel Davies, fils de Dave Davies du groupe The Kinks.
En 2016, le réalisateur publie son deuxième album studio, Lost Themes II. Il entame ensuite une tournée internationale qui débute à Los Angeles le 20 mai et qui s'étale sur six mois, la dernière date étant prévue à Houston le 17 décembre. Il se produit notamment au Grand Rex le 9 novembre 2016.
En 2015 et 2023, John Carpenter figure sur les musiques Tech Noir et Tech Noir 2 des albums respectifs Gunship et Unicorn, du groupe britannique de synthwave Gunship (en).
En 2017 sort la compilation Anthology: Movie Themes 1974-1998. Elle contient certains thèmes de ses films rejoués et réorchestrés par lui-même, son fils Cody et Daniel Davies. Le volume 2, Anthology II: Movie Themes 1976-1988 sortira en 2023.
En 2021, il publie l'album Lost Themes III: Alive After Death, suivi de Lost Themes IV: Noir en 2024.

### Jeux vidéo
John Carpenter est un grand amateur de jeux vidéo, auxquels il joue occasionnellement avec son fils John Cody. Il apprécie notamment les jeux de tirs et les jeux d’action, citant Dishonored, God of War et Assassin's Creed III parmi ses jeux préférés.
Le cinéaste a plusieurs fois collaboré avec l’industrie vidéoludique. En 1998, il a composé la bande originale de Sentinel Returns, un jeu vidéo de puzzle conçu par Geoff Crammond et édité sur PlayStation. Une dizaine d’années plus tard, Carpenter a écrit en duo avec Steve Niles le scénario de FEAR 3, un jeu de tir à la première personne sorti à l'été 2011.

## Vie privée
John Carpenter a entretenu une relation amoureuse avec la scénariste et productrice Debra Hill, avec qui il commença à travailler lors de la préparation du film Assaut, en 1975. Le couple s’est séparé en 1978, au moment où Carpenter rencontra l’actrice Adrienne Barbeau sur le tournage du téléfilm Meurtre au 43e étage. Ils se sont mariés le 1er janvier 1979, puis ont divorcé en 1984. Cette même année, leur fils John Cody est né, le 7 mai.
Malgré leur séparation, Carpenter et Debra Hill ont poursuivi leur collaboration sur plusieurs films, incluant Fog, New York 1997 et Los Angeles 2013.
Depuis 1990, Carpenter est marié à la productrice Sandy King. Celle-ci a participé à la production de chaque film du cinéaste à partir d’Invasion Los Angeles, exception faite de The Ward.

## Filmographie
Sauf indication contraire, les informations mentionnées dans cette section peuvent être confirmées par la base de données cinématographiques IMDb,  présente dans la section « Liens externes ».

### Réalisateur
Les titres originaux sont écrits entre parenthèses.

#### Cinéma
- 1974 : Dark Star
- 1976 : Assaut (Assault on Precinct 13)
- 1978 : Halloween : La Nuit des masques (Halloween)
- 1980 : Fog (The Fog)
- 1981 : New York 1997 (Escape from New York)
- 1982 : The Thing
- 1983 : Christine
- 1984 : Starman
- 1986 : Les Aventures de Jack Burton dans les griffes du Mandarin (Big Trouble in Little China)
- 1987 : Prince des ténèbres (Prince of Darkness)
- 1988 : Invasion Los Angeles (They Live)
- 1992 : Les Aventures d'un homme invisible (Memoirs of an Invisible Man)
- 1995 : L'Antre de la folie (In the Mouth of Madness)
- 1995 : Le Village des damnés (Village of the Damned)
- 1996 : Los Angeles 2013 (Escape from L.A.)
- 1998 : Vampires
- 2001 : Ghosts of Mars
- 2011 : The Ward : L'Hôpital de la terreur (The Ward)

#### Télévision
- 1978 : Meurtre au 43e étage (Someone's Watching me!)
- 1979 : Le Roman d'Elvis (Elvis)
- 1993 : Petits Cauchemars avant la nuit (Body Bags) (segments La Station service et Les Cheveux du Docteur Miracle)
- 2006 : Les Maîtres de l'horreur (Masters of Horror) - épisode La Fin absolue du monde (Cigarette Burns) – série
- 2007 : Les Maîtres de l'horreur (Masters of Horror) - épisode Piégée à l'intérieur (Pro-life) – série

#### Courts métrages
- 1962 : Revenge of the Colossal Beasts, réalisé à 14 ans
- 1963 : Terror from Space, réalisé à 15 ans
- 1969 : Captain Voyeur, retrouvé dans les archives de l´USC en 2011[224]
- 1969 : Warrior and the Demon, crédité en tant que Johnny Carpenter
- 1969 : Sorceror from Outer Space
- 1969 : Gorgo versus Godzilla
- 1969 : Gorgon, the Space Monster

#### Clips
- 2017 : Christine

### Scénariste
Dans les sections Scénariste, Compositeur, Acteur, Producteur et Monteur, les films dont le réalisateur n’est pas précisé sont de Carpenter.

#### Cinéma
- 1970 : The Resurrection of Broncho Billy, de James R. Rokos (coécrit avec Nick Castle)
- 1974 : Dark Star (coécrit avec Dan O'Bannon)
- 1976 : Assaut
- 1978 : Les Yeux de Laura Mars (Eyes of Laura Mars), d'Irvin Kershner (scénario et histoire originale)
- 1978 : Halloween : La Nuit des masques (coécrit avec Debra Hill)
- 1980 : Fog (coécrit avec Debra Hill)
- 1981 : New York 1997 (coécrit avec Nick Castle)
- 1981 : Halloween 2 (Halloween II), de Rick Rosenthal (coécrit avec Debra Hill)
- 1986 : Sans issue (Black Moon Rising), de Harley Cokeliss (scénario et histoire originale)
- 1987 : Prince des ténèbres
- 1988 : Invasion Los Angeles (d'après la nouvelle Eight O'Clock in the Morning, écrite par Ray Faraday Nelson)
- 1996 : Los Angeles 2013 (coécrit avec Kurt Russell et Debra Hill)
- 2001 : Ghosts of Mars (coécrit avec Larry Sulkis)

#### Télévision
- 1978 : Zuma Beach (en), de Lee H. Katzin
- 1978 : Meurtre au 43e étage
- 1979 : Mieux vaut tard que jamais (Better Late Than Never), de Richard Crenna
- 1990 : El Diablo de Peter Markle (coécrit avec Tommy Lee Wallace)
- 1991 : Blood River (en), de Mel Damski
- 1999 : Morsures mortelles (Silent Predators), de Noel Nosseck

#### Jeux vidéo
- 2011 : FEAR 3

#### Comics
- 2013 : Asylum (coécrit avec Thomas Ian Griffith, Bruce Jones et Sandy King)
- 2014 : Big Trouble in Little China (coécrit avec Eric Powell)
- 2014 : Escape from New York (coécrit avec Christopher Sebela)

### Compositeur

#### Cinéma
- 1970 : The Resurrection of Broncho Billy de James R. Rokos
- 1974 : Dark Star
- 1976 : Assaut
- 1978 : Halloween : La Nuit des masques
- 1980 : Fog
- 1981 : New York 1997
- 1981 : Halloween 2 (Halloween II) de Rick Rosenthal
- 1982 : The Thing (musiques additionnelles uniquement)
- 1983 : Halloween 3 : Le Sang du sorcier (Halloween III: Season of the Witch) de Tommy Lee Wallace
- 1983 : Christine
- 1986 : Les Aventures de Jack Burton dans les griffes du Mandarin
- 1987 : Prince des ténèbres
- 1988 : Invasion Los Angeles
- 1993 : Petits Cauchemars avant la nuit
- 1995 : L'Antre de la folie
- 1995 : Le Village des damnés
- 1996 : Los Angeles 2013
- 1998 : Vampires
- 2001 : Ghosts of Mars
- 2018 : Halloween de David Gordon Green
- 2021 : Halloween Kills de David Gordon Green
- 2022 : Firestarter de Keith Thomas
- 2022 : Halloween Ends de David Gordon Green
- 2025 : Death of a Unicorn d'Alex Scharfman

#### Jeux vidéo
- 1998 : Sentinel Returns

### Acteur
N.B. : il s'agit principalement de caméos souvent non crédités au générique
- 1976 : Assaut : un membre du gang
- 1978 : Halloween : La Nuit des masques (voix)
- 1980 : Fog : Bennett
- 1981 : New York 1997 : un agent secret / le pilote de l'hélicoptère / le violoniste (voix)
- 1982 : The Thing : un Norvégien sur les images d'archives
- 1984 : Starman : l'homme dans l'hélicoptère
- 1986 : Les Aventures de Jack Burton dans les griffes du Mandarin : un travailleur à Chinatown
- 1986 : La Tête dans les nuages (The Boy Who Could Fly) de Nick Castle : lui-même en tant que membre du groupe The Coupe de Villes
- 1988 : Invasion Los Angeles : la voix qui dit « Dormez »
- 1992 : Les Aventures d'un homme invisible : le pilote de l'hélicoptère (sous le pseudonyme de Rip Haight)
- 1993 : Petits Cauchemars avant la nuit - segments Introduction et épilogue : le médecin légiste
- 1994 : Le Silence des jambons (Il Silenzio dei prosciutti) d'Ezio Greggio : l'homme au trench coat
- 1995 : Le Village des damnés : l'homme à la station-service (sous le pseudonyme de Rip Haight)
- 2002 : The Thing (jeu vidéo) : Dr Faraday
- 2022 : Studio 666 de B. J. McDonnell : l'ingénieur du son

### Producteur
- 1974 : Dark Star
- 1978 : Halloween : La Nuit des masques (Halloween) (non crédité)
- 1981 : Halloween 2 (Halloween II), de Rick Rosenthal
- 1983 : Halloween 3 : Le Sang du sorcier (Halloween III: Season of the Witch) de Tommy Lee Wallace
- 1984 : Philadelphia Experiment de Stewart Raffill (producteur exécutif)
- 1986 : Sans issue (Black Moon Rising) de Harley Cokeliss (producteur exécutif)
- 1993 : Petits Cauchemars avant la nuit (producteur exécutif)
- 2002 : Vampires 2 : Adieu vampires (Vampires: Los Muertos) de Tommy Lee Wallace (producteur exécutif)
- 2005 : Fog de Rupert Wainwright
- 2018 : Halloween de David Gordon Green
- 2021 : Halloween Kills de David Gordon Green
- 2022 : Halloween Ends de David Gordon Green
- 2023 : John Carpenter's Suburban Screams (série TV)

### Monteur
- 1970 : The Resurrection of Broncho Billy de James R. Rokos
- 1976 : Assaut de lui-même

## Discographie
- 2015 : Lost Themes
- 2016 : Lost Themes II
- 2017 : Anthology: Movie Themes 1974-1998
- 2021 : Lost Themes III: Alive After Death
- 2023 : Anthology II: Movie Themes 1976-1988
- 2024 : Lost Themes IV: Noir

## Distinctions
Les informations ci-après sont extraites de l’Internet Movie Database.

### Récompenses
Académie des films de science-fiction, fantastique et horreur
- 1976 : Saturn Award des meilleurs effets visuels pour Dark Star
- 1996 : George Pal Memorial Award
- 1999 : Saturn Award de la meilleure musique pour Vampires

Festival international du film fantastique d’Avoriaz
- 1979 : Prix de la critique pour Halloween
- 1980 : Prix de la critique pour Fog
- 1988 : Prix de la critique pour Prince des ténèbres

Festival international du film de Catalogne
- 2006 : Carnet Jove - Special Mention pour Les Maîtres de l'horreur (épisode La Fin absolue du monde)
- 2008 : Time-Machine Honorary Award

Los Angeles Film Critics Association
- 1979 : New Generation Award

CableACE Awards
- 1991 : Meilleur scénario pour El Diablo

Fantasporto
- 1995 : Prix de la critique pour L’Antre de la folie

National Film Registry
- 2006 : Sélection pour Halloween

Freak Show Horror Film Festival
- 2010 : Lifetime Achievement Award pour l’ensemble de sa carrière

Festival de Cannes
- 2019 : Carrosse d'or (récompense honorifique de la Quinzaine des réalisateurs[226])

### Nominations
Académie des films de science-fiction, fantastique et horreur
- 1979 : Saturn Award du meilleur film d'horreur pour Halloween
- 1981 : Saturn Award du meilleur film d'horreur pour Fog
- 1982 : Saturn Award du meilleur réalisateur et du meilleur film de science-fiction pour New-York 1997
- 1983 : Saturn Award du meilleur film d'horreur pour The Thing
- 1984 : Saturn Award du meilleur film d'horreur pour Christine
- 1985 : Saturn Award du meilleur film de science-fiction pour Starman
- 1987 : Saturn Award de la meilleure musique pour Les Aventures de Jack Burton dans les griffes du Mandarin
- 1988 : Saturn Award de la meilleure musique pour Prince des ténèbres
- 1990 : Saturn Award de la meilleure musique et du meilleur film de science-fiction pour Invasion Los Angeles
- 1993 : Saturn Award du meilleur film de science-fiction pour Les Aventures d’un homme invisible
- 1996 : Saturn Award du meilleur film d'horreur pour L’Antre de la folie
- 1997 : Saturn Award du meilleur film de science-fiction pour Los Angeles 2013
- 1999 : Saturn Award du meilleur film d'horreur pour Vampires

Fantasporto
- 1989 : Meilleur film fantastique pour Invasion Los Angeles
- 1993 : Meilleur film fantastique pour Les Aventures d’un homme invisible
- 1994 : Meilleur film fantastique pour Petits Cauchemars avant la nuit
- 1995 : Meilleur film fantastique pour L'Antre de la folie

Festival international du film de Catalogne
- 1995 : Meilleur film pour Le Village des damnés
- 2001 : Meilleur film pour Ghosts of Mars
- 2006 : Meilleur film pour Les Maîtres de l'horreur (épisode La Fin absolue du monde)

Festival international du film de Chicago
- 1978 : Hugo d’or pour Assaut
- 1978 : Hugo d’or pour Halloween

Prix Hugo
- 1976 : Meilleur film pour Dark Star

Science Fiction and Fantasy Writers of America
- 1976 : Prix Nebula du meilleur scénario dramatique pour Dark Star

Prix Edgar-Allan-Poe
- 1979 : Meilleur téléfilm pour Meurtre au 43e étage

Festival international du film fantastique d’Avoriaz
- 1984 : Grand Prix pour Christine

Young Artist Awards
- 1985 : Young Artist Award du meilleur film dramatique pour Starman

Razzie Awards
- 1996 : Razzie Award du plus mauvais remake pour Le Village des damnés

Prix Bram-Stoker
- 1999 : Meilleure musique pour Vampires

International Horror Guild Awards
- 1999 : Meilleur film pour Vampires

## Box-office
| Film                                                             | Budget       | États-Unis   | France            | Monde        |
| ---------------------------------------------------------------- | ------------ | ------------ | ----------------- | ------------ |
| Dark Star (1974)                                                 | 60 000 $     | NC           | 15 795 entrées    | NC           |
| Assaut (1976)                                                    | 100 000 $    | 11 748 $     | 133 566 entrées   | NC           |
| Halloween : La Nuit des masques (1978)                           | 325 000 $    | 47 000 000 $ | 283 934 entrées   | 60 000 000 $ |
| Fog (1980)                                                       | 1 000 000 $  | 21 378 361 $ | 942 885 entrées   | NC           |
| New York 1997 (1981)                                             | 6 000 000 $  | 25 244 626 $ | 1 278 378 entrées | 50 000 000 $ |
| The Thing (1982)                                                 | 15 000 000 $ | 19 629 760 $ | 562 478 entrées   | NC           |
| Christine (1983)                                                 | 9 700 000 $  | 21 017 849 $ | 981 177 entrées   | NC           |
| Starman (1984)                                                   | 24 000 000 $ | 28 744 356 $ | 411 022 entrées   | NC           |
| Les Aventures de Jack Burton dans les griffes du Mandarin (1986) | 25 000 000 $ | 11 100 000 $ | 766 894 entrées   | NC           |
| Prince des ténèbres (1987)                                       | 3 000 000 $  | 14 182 492 $ | 169 515 entrées   | NC           |
| Invasion Los Angeles (1988)                                      | 4 000 000 $  | 13 008 928 $ | 177 294 entrées   | NC           |
| Les Aventures d'un homme invisible (1992)                        | 40 000 000 $ | 14 358 033 $ | 284 996 entrées   | NC           |
| L'Antre de la folie (1995)                                       | 8 000 000 $  | 8 924 549 $  | 182 061 entrées   | NC           |
| Le Village des damnés (1995)                                     | 22 000 000 $ | 9 418 365 $  | 144 975 entrées   | NC           |
| Los Angeles 2013 (1996)                                          | 50 000 000 $ | 25 477 365 $ | 293 540 entrées   | 42 179 912 $ |
| Vampires (1998)                                                  | 20 000 000 $ | 20 308 772 $ | 482 383 entrées   | 28 877 297 $ |
| Ghosts of Mars (2001)                                            | 28 000 000 $ | 8 709 640 $  | 409 296 entrées   | 14 079 832 $ |
| The Ward (2011)                                                  | 10 000 000 $ | 7 760 $      | NC                | 1 252 014 $  |

- Légendes : Budget (entre 1 et 10 M$, entre 10 et 100 M$ et plus de 100 M$), États-Unis (entre 1 et 50 M$, entre 50 et 100 M$ et plus de 100 M$), France (entre 100 000 et 1 M d'entrées, entre 1 et 2 M d'entrées et plus de 2 M d'entrées) et monde (entre 1 et 100 M$, entre 100 et 200 M$ et plus de 200 M$).